# Elon Musk

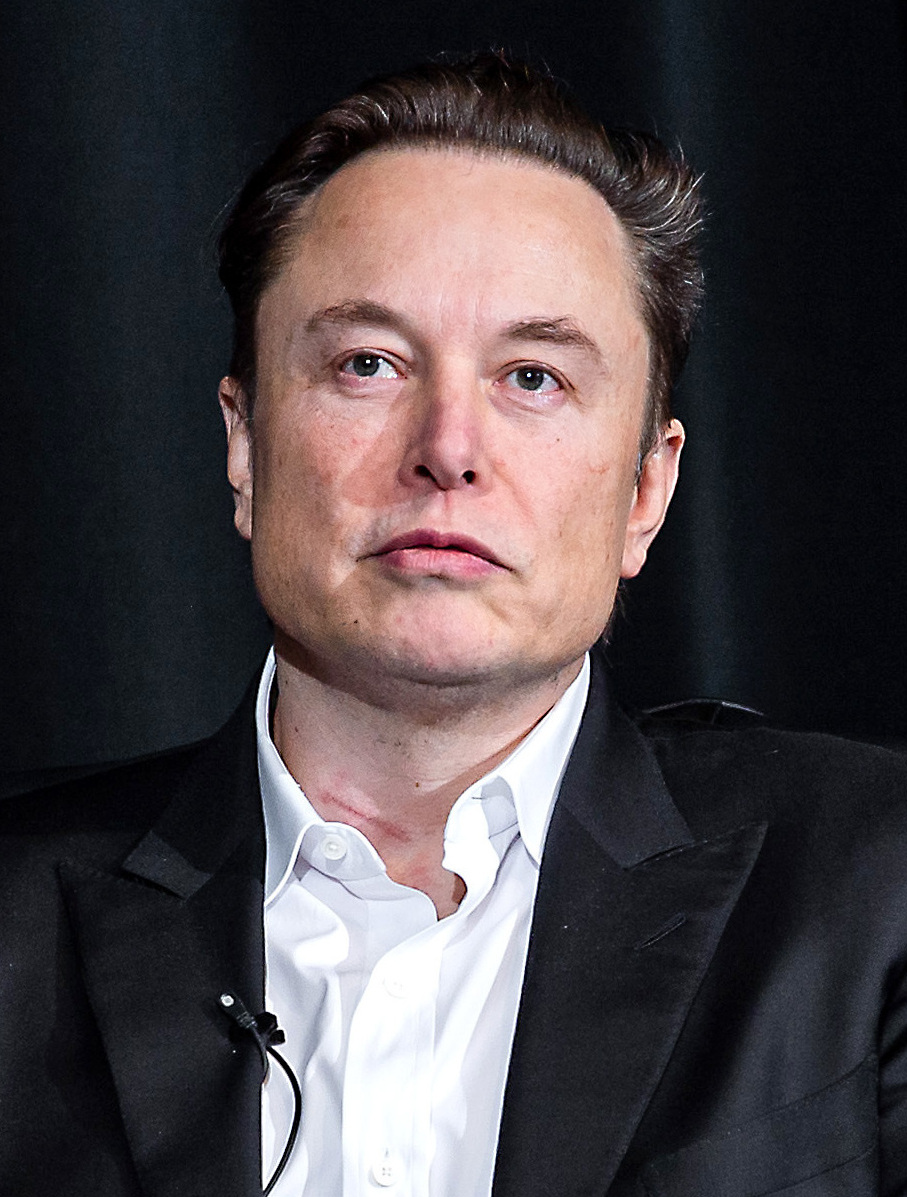
Elon Musk (2022)

Elon Reeve Musk [ˈiːlɒn ˈɹiːv ˈmʌsk] (* 28. Juni 1971 in Pretoria, Südafrika) ist ein südafrikanisch-kanadisch-US-amerikanischer Unternehmer und Milliardär. Er wurde als Gründer und technischer Leiter des PayPal-Vorgängers X.com und des Raumfahrtunternehmens SpaceX sowie als Leiter und Mitinhaber des Elektroautoherstellers Tesla bekannt. Darüber hinaus gründete er weitere Unternehmen und hält seit 2022 eine Mehrheitsbeteiligung an dem Mikrobloggingdienst X (vormals Twitter).
Musk verfügt über ein Vermögen von etwa 400 Milliarden US-Dollar und ist damit der reichste Mensch der Welt. Mit seiner finanziellen und medialen Macht beeinflusst er in erheblichem Ausmaß den öffentlichen politischen Diskurs weltweit. Er vertritt libertäre Ansichten und (seit 2022) vorwiegend politisch rechte Standpunkte. Neben seinen Aktivitäten in den Vereinigten Staaten unterstützt er rechtspopulistische und rechtsextreme Parteien in Europa und Südamerika. Durch seine Beiträge auf X wurde er auch für das Verbreiten von Verschwörungstheorien und für provokante Äußerungen bekannt, die unter anderem als wissenschaftlich unhaltbar, Panikmache, antisemitisch und transphob sowie als „Trollen“ kritisiert wurden.

## Leben

### Kindheit und Jugend in Südafrika
Musk wurde 1971 in Pretoria in Südafrika zur Zeit der Rassentrennung geboren. Er ist Sohn des kanadischstämmigen Models Maye Musk, geborene Haldeman, und des Elektromechanik-Ingenieurs Errol Musk. Er hat einen jüngeren Bruder, Kimbal, eine jüngere Schwester, Tosca, und vier Halbgeschwister aus späteren Beziehungen seines Vaters.:34–38
Musk wuchs überwiegend im Ballungsraum Pretoria-Johannesburg auf. Durch geschäftlichen Erfolg seines Vaters war die Familie wohlhabend,:41 aber die Ehe seiner Eltern war konfliktbeladen.:13 Nach deren Scheidung 1979 lebte er zwei Jahre mit seiner Mutter und seinen beiden Geschwistern in Durban, bevor er zurück nach Pretoria zu seinem Vater zog.
Vom dritten Lebensjahr an besuchte Musk eine Vorschule,:16 danach eine private Primary School in Pretoria. Nach der Trennung seiner Eltern wechselte er an die ebenfalls private Glenashley Senior Primary School in Durban. Nach der Rückkehr zu seinem Vater besuchte er die staatliche Bryanston High School bei Johannesburg und die private Pretoria Boys High School, an der er schließlich seine Matric absolvierte.:623
Ab dem Alter von elf Jahren erlernte Musk die Programmierung von Heimcomputern, später die von Personal Computern. Er entwickelte drei Videospiele, die in Computerzeitschriften veröffentlicht wurden.:33:31,368
Während seiner Schulzeit erlebte Musk verschiedene Formen von Gewalt. Er wurde Zeuge eines Mordes, und sein Vater ließ ihn zur Abhärtung an Überlebenstrainings-Camps teilnehmen, bei denen es nach Musks Darstellung zu gewaltsamen Übergriffen kam.:2,5 Weggefährten beschreiben den jungen Elon Musk als eigenwilligen, sozial unbeholfenen Außenseiter, der oft durch Geistesabwesenheit auffiel und bei Gleichaltrigen aneckte.:16f,23:38,41 Ein traumatisches Ereignis sei gewesen, dass eine Gruppe Jugendlicher ihn eine Treppe hinuntergeworfen und bis zur Bewusstlosigkeit verprügelt habe, weswegen er einige Tage in einem Krankenhaus verbrachte.:47:3 Wiederkehrende Aggressionen seiner Mitschüler waren der Anlass für seinen Wechsel an die Pretoria Boys High School. Um sich körperlich wehren und durchsetzen zu können, lernte er Karate, Judo und Ringen. Belastend war auch die Beziehung zu seinem Vater, dem er und seine Geschwister psychische Gewalt vorwerfen. Unter anderem habe sein Vater ihn immer wieder beschimpft und gedemütigt, so auch nach dem Krankenhausaufenthalt.:3f,36
Eine Gesetzesänderung im Jahr 1988 ermöglichte es Musk, der seit seiner Kindheit eine Auswanderung in die USA anstrebte, die kanadische Staatsbürgerschaft seiner Mutter anzunehmen. Kurz vor seinem 17. Geburtstag beantragten sein Bruder und er kanadische Pässe. Musk besuchte noch einige Monate lang Vorlesungen in Physik und Ingenieurwissenschaft an der Universität Pretoria, wanderte dann aber nach Erlangung der kanadischen Staatsbürgerschaft im Juni 1989 nach Nordamerika aus, auch weil er nicht durch Ableistung des Wehrdienstes in der südafrikanischen Armee das Apartheidregime unterstützen wollte.:43,50f:38

### Studienzeit in Kanada und den USA
Mit 4000 Dollar von seinen Eltern ausgestattet flog Musk nach Kanada, wo er zunächst bei Verwandten in Waldeck (Saskatchewan) und Vancouver unterkam und Gelegenheitsjobs nachging. Mutter und Schwester folgten ihm nach Kanada, und die Familie zog gemeinsam nach Toronto.:41f 1990 schrieb sich Musk an der Queen’s University in Kingston im Fach Betriebswirtschaftslehre ein.:58 Im Jahr darauf begann auch sein Bruder ein Studium in Kingston.:44,47 An der Queens University lernte Musk die Literaturstudentin Justine Wilson kennen, die später seine erste Frau wurde.:56ff Neben dem Studium absolvierte er ein Praktikum als Strategieplaner bei der Bank of Nova Scotia.:47
1992 wechselte Musk an die University of Pennsylvania in Philadelphia im Osten der USA, wo er bis 1995 blieb und jeweils einen Bachelor-Abschluss in Wirtschaftswissenschaften und Physik erwarb.:401ff Das Studium in Philadelphia finanzierte er zunächst mit einem Stipendium über 14.000 Dollar, dann auch mit einem Studienkredit.:50 Zudem betrieb er mit einem Kommilitonen einen unlizenzierten Nachtclub, der Wochenendpartys veranstaltete. Das Lokal war gut besucht, sodass pro Abend bis zu 2500 Dollar an Schwarzgeld zusammenkamen.:59:52
Ab 1994 reiste Musk mit seinem Bruder während der Semesterferien nach Kalifornien, wo er im Silicon Valley als Softwareentwickler arbeitete. Gemeinsam entwarfen sie Geschäftspläne für ein eigenes Internet-Unternehmen.:65ff Zugleich erwog Musk ein weiterführendes Studium der Materialwissenschaft an der Stanford University, wo er zur Batterietechnik für Elektroautos forschen und einen Ph.D.-Grad (Doktorgrad) erwerben wollte. Er wurde für das Wintersemester 1995/96 in Stanford zugelassen, entschied sich dann aber gegen den Studienantritt, um stattdessen die Chancen des Internet-Booms zu nutzen.:57f:403 Zusammen mit seinem Bruder zog er nach Kalifornien. Mutter und Schwester folgten ihnen bald dorthin.

### Wirken in den USA
Im November 1995 gründete Musk mit seinem Bruder sein erstes Internetunternehmen, den Webverzeichnis-Dienstleister Global Link mit Sitz in Palo Alto.:68 Diese Tätigkeit als Unternehmer in den USA war illegal, da Musk damals nur ein Studentenvisum besaß.

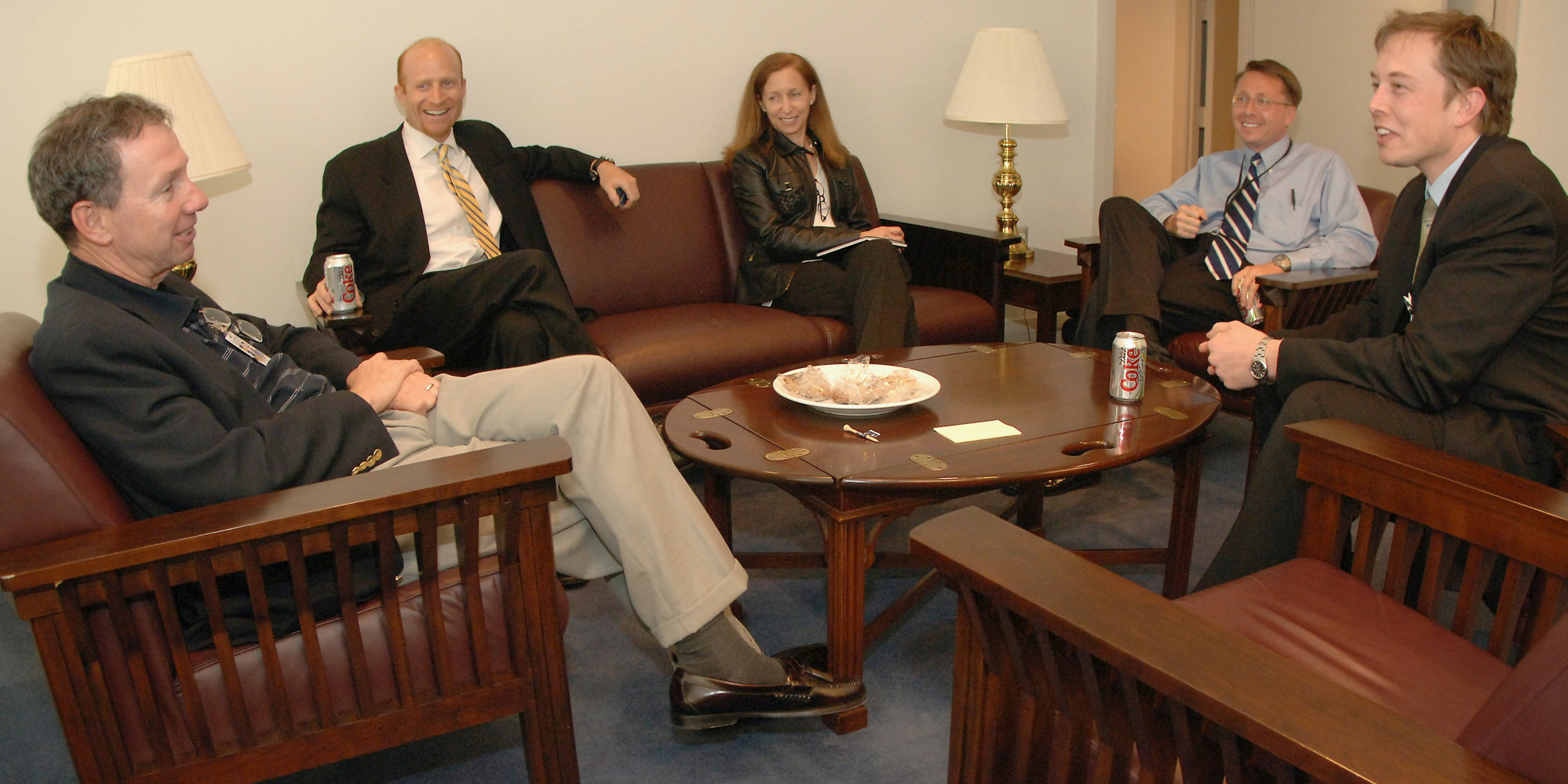
Elon Musk (rechts) mit NASA-Administrator Michael Griffin (links), 2005

In der aufkommenden New Economy setzte Musk mehrmals auf später erfolgreiche Innovationen. Dies und sein Geschick beim Einwerben von Wagniskapital machten ihn trotz erheblicher Managementfehler innerhalb von sechs Jahren zum 176-fachen Millionär. Den Großteil dieses Vermögens investierte er in den frühen 2000er Jahren in die Gründung des Raumfahrtunternehmens SpaceX und eine Mehrheitsbeteiligung an dem Elektroautohersteller Tesla. Beide Unternehmen waren hoch defizitäre Start-ups, sodass Musk im Lauf des Jahres 2008 das Geld ausging.:193 Mit einem Großauftrag der NASA im Dezember 2008 und der Serienproduktion des Sportwagens Tesla Roadster, letztere wesentlich mitfinanziert von der Daimler AG, gelang die Trendwende.:194f In den folgenden zehn Jahren führte Musk beide Unternehmen mit zusätzlichem Investorenkapital und technischen Innovationen zur Weltmarktführerschaft, wodurch er zum vielfachen Milliardär wurde. Teile dieses Vermögens investierte er in gemeinnützige Projekte und in weitere Unternehmensgründungen, vor allem in den Bereichen Verkehrstechnik, künstliche Intelligenz und Schulwesen.
Während des Produktionsanlaufs des Elektroautos Tesla Model 3 im Jahr 2018 erlebten Tesla und Musk nochmals eine schwere Krise. Musk musste eine Insolvenz des Unternehmens abwenden, und seine Liebesbeziehung mit der Schauspielerin Amber Heard scheiterte.:268ff Später nannte er diese Zeit „achtzehn Monate von erbarmungslosem Wahnsinn“.:268
2020 brach während des Produktionsanlaufs des Tesla Model Y die Covid-19-Pandemie aus. Das Tesla-Hauptwerk in Kalifornien wurde im Rahmen staatlicher Maßnahmen zur Pandemiebekämpfung geschlossen, was zu einem grundlegenden Sinneswandel Musks beitrug. Er wandte sich gegen die kalifornische Regierung und die regierende Demokratische Partei.:417f Seinen Hauptwohnsitz verlegte er in das republikanisch regierte und von ihm als wirtschaftsfreundlicher angesehene Texas, wo sein Unternehmen SpaceX bereits mehrere Standorte betrieb. Er verkaufte seine sechs Anwesen in Bel Air (Los Angeles) und zog in ein Tiny House in Boca Chica, das er von SpaceX anmietete. Sein Vermögen stieg in dieser Zeit durch Wertsteigerungen der Tesla- und SpaceX-Anteile auf mehrere hundert Milliarden US-Dollar, womit er zum reichsten Menschen der Welt wurde.

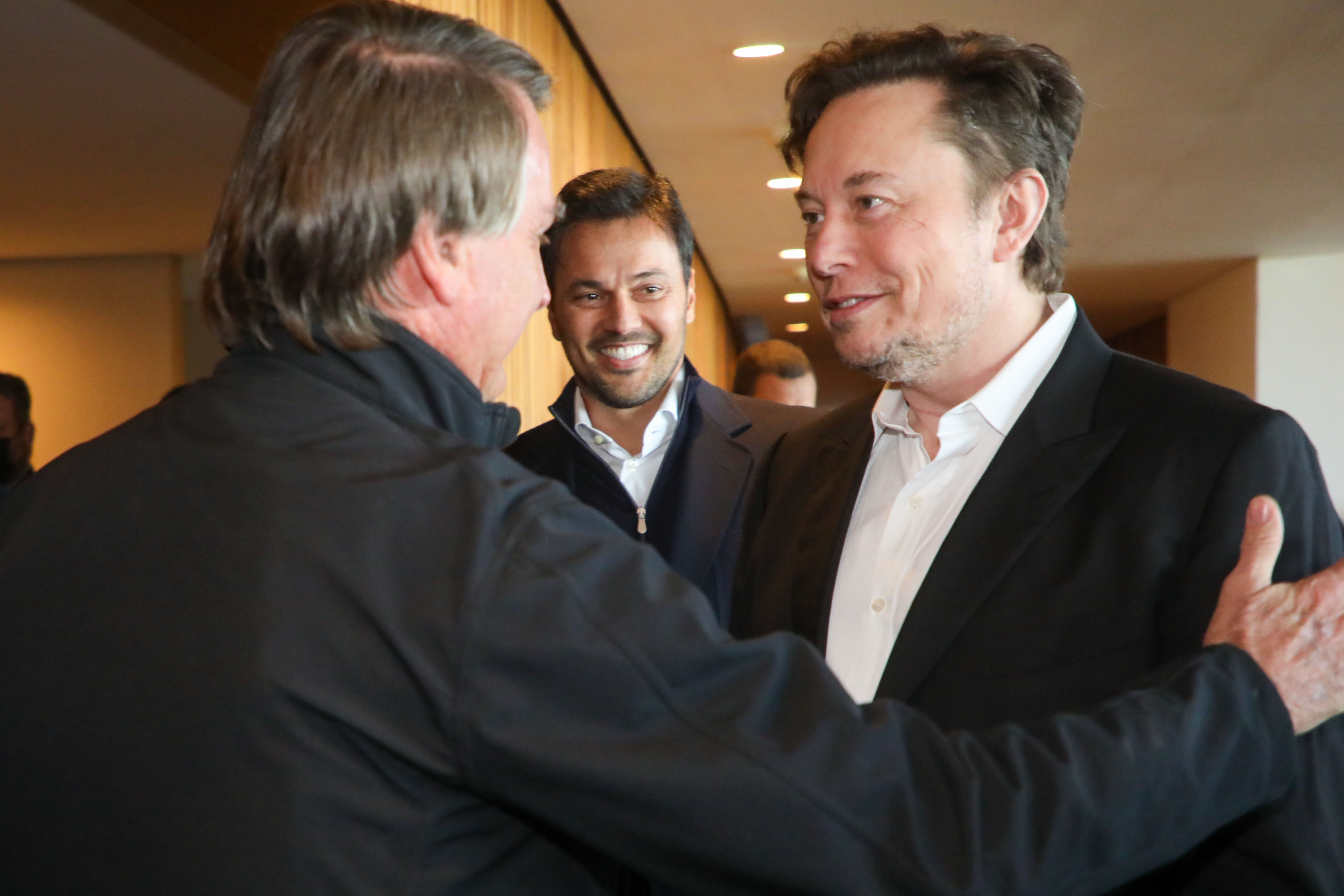
Elon Musk mit dem brasilianischen Präsidenten Jair Bolsonaro (2022)

Im Jahr 2022 erwarb Musk etwa 80 % der Anteile an dem Microblogging-Dienst Twitter (2023 umbenannt in X) und übernahm damit die Kontrolle über das Unternehmen. Mit einem Volumen von ungefähr 35 Milliarden US-Dollar war dies seine bislang größte Einzelinvestition. Musk erklärte, Twitter zu einer „Plattform für Redefreiheit“ machen zu wollen und jegliche legalen Inhalte zuzulassen, was auch Beiträge einschloss, die zuvor beispielsweise als diskriminierend, Aufruf zur Gewalt oder Verbreitung von Falschinformationen verboten waren. Seitdem erregt er selbst vermehrt mit provokanten Twitter- beziehungsweise X-Beiträgen Aufmerksamkeit, in denen er politisch rechte oder anti-linke Standpunkte vertritt. Neben seinen unternehmerischen Aktivitäten beteiligt er sich seitdem fortwährend am öffentlichen politischen Diskurs. Auf nationaler wie internationaler Bühne zeigte er sich mit ranghohen konservativen und rechtspopulistischen Politikern.
Vom Sommer 2024 bis zum Frühjahr 2025 unterstützte Musk Donald Trump. Seit dem Herbst 2024 engagiert er sich auch für rechtspopulistische und rechtsextreme Bewegungen in Europa. Nach Trumps zweiter Amtseinführung als US-Präsident übernahm er anscheinend für vier Monate die Leitung der neu eingerichteten Organisation Department of Government Efficiency (DOGE) der US-Regierung.

### Beziehungen und Kinder
Musk war dreimal verheiratet. Er hat mindestens vierzehn Kinder, von denen das erste kurz nach der Geburt verstarb. Zumindest die nächsten zehn wurden mittels künstlicher Befruchtung gezeugt. Einschließlich zweier Leihmütter haben diese vierzehn Kinder sechs verschiedene leibliche und vier genetische Mütter.
Während seiner letzten beiden Studiensemester war Musk mit der Literaturstudentin Jennifer Gwynne liiert. Später nahm er den Kontakt zu Justine Wilson wieder auf, die ihm nach Kalifornien folgte. Sie heirateten im Jahr 2000.:70f Nach dem plötzlichen Kindstod des ersten gemeinsamen Sohnes bekam das Paar fünf weitere Söhne, Zwillinge und Drillinge. Die Ehe verlief turbulent und zerbrach. Da Justine Musk in einem Blog über ihr Familienleben berichtete, konnte die Öffentlichkeit am Niedergang der Beziehung teilhaben. Im Scheidungsverfahren erstritt sie sich eine Zahlung von 2 Millionen US-Dollar und 80.000 US-Dollar monatlichen Unterhalt für die nächsten 17 Jahre.:193ff:169f
Einige Wochen nach der Trennung lernte Musk die 22-jährige britische Schauspielerin Talulah Riley kennen. Sie heirateten im September 2010, aber Riley reichte bereits 2012 die Scheidung ein. Im Jahr darauf heirateten sie erneut. Auf Wunsch seiner Frau stellte Musk Ende 2014 einen erneuten Scheidungsantrag,:213,236f doch setzten sie ihre Beziehung trotzdem fort und zogen den Antrag wieder zurück. Im September 2015 entschied sich Riley endgültig zur Trennung;:238 2016 ließ sie sich scheiden. Riley erhielt 4 Millionen Dollar aus der ersten Scheidung und 16 Millionen aus der zweiten.
Vom Frühjahr 2017 bis Anfang 2018 führte Musk eine konfliktreiche Liebesbeziehung mit der Schauspielerin Amber Heard.:262ff Einige Monate später ging er eine Beziehung mit der kanadischen Sängerin Grimes ein. Im Mai 2020 bekam das Paar einen Sohn, eineinhalb Jahre später durch eine Leihmutter auch eine Tochter. 2022 bekamen sie durch eine weitere Leihmutter einen zweiten Sohn. Seit Sommer 2023 sind Musk und Grimes getrennt.
Im November 2021, einige Wochen vor der Geburt des zweiten Kindes mit Grimes, wurden Musk von der Kanadierin Shivon Zilis Zwillinge geboren, eine Tochter und ein Sohn. Zilis hatte für ihn zunächst als Managerin bei OpenAI, dann bei Tesla gearbeitet, bevor er sie als COO zu Neuralink holte.:413ff.,333,467 Im Februar 2024 wurden Musk und Zilis ein drittes Mal Eltern. Ein Jahr darauf gab Zilis bekannt, dass sie auch ein viertes Kind mit Musk habe.
Im September 2024 gebar auch die Autorin und Influencerin Ashley St. Clair ein Kind von Musk. Dieser bestritt zunächst seine Vaterschaft, jedoch wurde sie nach einer Vaterschaftsklage durch einen Vaterschaftstest bestätigt.
Einer der Zwillinge von Elon und Justine Musk beantragte 2022 im Alter von 18 Jahren die Änderung des Geschlechtseintrags von männlich in weiblich sowie die Änderung des Vornamens in Vivian Jenna und des Nachnamens in Wilson, den Geburtsnamen der Mutter. Damit einher ging der Abbruch des Kontakts zum Vater. Musk zeigte sich erschüttert über die Distanzierung seines Kindes und erklärte sie mit dem Einfluss von „Neomarxisten“, die alle Reichen für böse hielten.:467 Die Entscheidung seines Kindes zur Geschlechtsangleichung sei durch „das Woke-Mind-Virus“ verursacht worden, das seinen „Sohn umgebracht“ habe. Wilson beschrieb ihren Vater daraufhin öffentlich als „kalt […] gefühllos und narzisstisch“. Weiter schrieb sie, dass er sie bereits im Grundschulalter wegen ihrer „weiblichen Züge“ schikaniert habe.
| Frau                         | Frau                         | Tätigkeit                | Beziehungszeitraum                                      | Gemeinsame Kinder |
| ---------------------------- | ---------------------------- | ------------------------ | ------------------------------------------------------- | --- |
| Justine Wilson               | Justine Wilson               | Literaturstudentin       | liiert ca. 1991–1992:56ff                               | |
|                              | Jennifer Gwynne              | Literaturstudentin       | Mitte der 1990er für etwa ein Jahr liiert               | |
| Justine Musk geborene Wilson | Justine Musk geborene Wilson | Schriftstellerin         | ⚭ verheiratet 2000–2008                                 | 2002 Sohn: Nevada Alexander (verstorben):123 2004 Sohn und Trans-Tochter (Zwillinge): Griffin und Vivian (geb. Xavier) 2006 Söhne (Drillinge): Kai, Saxon und Damian |
| Talulah Riley                | Talulah Riley                | Schauspielerin           | ab 2008 ⚭ verheiratet 2010–2012 ⚭ verheiratet 2013–2016 | |
| Amber Heard                  | Amber Heard                  | Schauspielerin           | Frühjahr 2017 bis Anfang 2018                           | |
| Grimes                       | Grimes                       | Musikerin                | 2018 bis 2023                                           | 2020 Sohn: X Æ A-Xii 2021 Tochter: Exa „Y“ Dark Sideræl (durch Leihmutter) 2022 Sohn: Techno „Tau“ Mechanicus (durch Leihmutter)                                     |
| Shivon Zilis                 | Shivon Zilis                 | Managerin bei Neuralink  |                                                         | 2021 Sohn und Tochter (Zwillinge): Strider und Azure 2024 Tochter: Arcadia 2025 Sohn: Seldon Lycurgus                                                                |
| Ashley St. Clair             | Ashley St. Clair             | Autorin und Influencerin |                                                         | 2024 Sohn: Romulus |

### Freizeitaktivitäten
Seit seiner Kindheit spielt Musk häufig und regelmäßig Videospiele. Biographen beschreiben diese Aktivität Musks auch als „Sucht“ oder „Obsession“.:34,425:62 Mit Mitarbeitern seines Unternehmens Zip2 gründete er ein E-Sport-Team, das an Quake-Turnieren teilnahm und nach seiner eigenen Aussage auf nationaler Ebene einmal den zweiten Platz erreichte.:77 In den 2020er Jahren fiel er durch hohe Weltranglistenplatzierungen bei Videospielen auf, die sich jedoch als Täuschung herausstellten. Musk gab zu, andere dafür bezahlt zu haben, mit seinen Benutzerkonten zu spielen, um seinen Rang zu verbessern.
Ein vorübergehendes Hobby Musks im Alter von ungefähr 30 bis 35 Jahren war das Fliegen. Zunächst erwarb er eine Piper PA-46 „Meridian“ und nahm Flugunterricht. Später kaufte er sich einen militärischen Trainingsjet des Typs Aero L-39 und lernte, auch diesen zu fliegen. Nach ungefähr 500 Flugstunden gab er dieses Hobby wieder auf.:91

## Unternehmungen

Elon Musks heutige Unternehmen und deren Produkte und Dienstleistungen

### Global Link / Zip2 (1995–1999)
1995 gründete Musk gemeinsam mit seinem Bruder Kimbal sein erstes offizielles Unternehmen, Global Link, das zunächst Unternehmenswebsites erstellte. Wenig später war Global Link Vorreiter beim Betrieb kartenbasierter Online-Unternehmensverzeichnisse. Musk trug ein Startkapital von 2000 Dollar bei und übernahm die Softwareentwicklung und -programmierung, während sein Bruder sich mit 5000 Dollar beteiligte und für den Vertrieb zuständig war. Von ihren Eltern erhielten sie 38.000 Dollar. Das Projekt wurde für Musk zum Lebensinhalt, und von seinen Mitarbeitern erwartete er ein ähnlich großes Engagement. Die Idee eines geographischen Internet-Verzeichnisdienstes ließ er sich patentieren, der Vertrieb dieser Idee als Dienstleistung verlief jedoch schleppend.:67–72:61,64
Ab 1996 stiegen professionelle Wagniskapital-Investoren mit Millionenbeträgen bei Global Link ein. Sie veranlassten eine Umbenennung der Firma in Zip2 (deutsch etwa: zische/eile zu …) und ernannten Musk zum technischen Direktor (CTO). Unter Leitung der neuen Mehrheitseigentümer wurden erfahrenere Softwareentwickler eingestellt, die Musks Spaghetticode-Programme modularisierten. Das Unternehmen verkaufte seine Software nun landesweit an Zeitungsverlage, die damit eigene Websites als Ergänzung zu den Gelben Seiten betrieben. 1998 scheiterte dann ein Zusammenschluss mit dem Konkurrenten CitySearch an Meinungsverschiedenheiten im Zip2-Management. Musk, der sich zuletzt gegen die Fusion ausgesprochen hatte, wurde danach ein Aufstieg zum CEO verwehrt; zudem verlor er das Amt des Chairman. Zip2 schrieb zu dieser Zeit Verluste.:67,73ff:65
Als der Computerhersteller Compaq das Unternehmen 1999 für 307 Millionen Dollar aufkaufte, um es in seine Suchmaschine AltaVista zu integrieren, erhielt Musk für seinen Anteil einen Scheck über 22 Millionen Dollar.:66:72

### X.com und PayPal (1999–2002)
Direkt anschließend, im März 1999, gründete Musk das Online-Bankunternehmen X.com. Sein Vorhaben war, ein umfangreiches Angebot an Finanzdienstleistungen unkomplizierter und preiswerter bereitzustellen als traditionelle Banken.:85,90:74 Von Beginn an lag er im Streit mit seinem Mitgründer Harris Fricker, der Musks Managementstil als problematisch empfand und dem Musks Vision eines allumfassenden Online-Bankings zu weit ging.:84ff:89 Als Musk ihm im August 1999 den Posten des CEO verwehrte, verließ Fricker das Unternehmen und nahm die meisten Mitarbeiter mit sich. X.com verlor damit sein Banking-Know-how, aber Musk stellte unbeirrt neues Personal ein. Durch eine Kooperation mit der Barclays-Bank konnte er bereits im November 1999 die Onlinebank X.com eröffnen. Musk investierte 12 Millionen Dollar in dieses Unternehmen, das auch den ersten Bezahldienst mittels E-Mail-Adressen entwickelte und dafür innerhalb weniger Monate 200.000 Kunden gewann.:89ff:74f
2000 fusionierte X.com mit dem von Max Levchin und Peter Thiel aufgebauten Konkurrenzunternehmen Confinity, das einen ähnlichen E-Mail-Bezahldienst namens PayPal anbot.:92 Musk bestand darauf, den Firmennamen X.com beizubehalten, obwohl Fokusgruppeninterviews bestätigten, dass Kunden den Namen ablehnten, da sie ihn mit Pornografie verbanden. X.com war mittlerweile wegen des Kundenansturms technisch überlastet. Die Onlinebank hatte auch mit Betrugsfällen zu tun und schrieb Verluste. Wegen anhaltender Meinungsverschiedenheiten zum Geschäftsmodell, zum Firmen- und Produktnamen und zur technischen Strategie wurde Musk im September 2000 auf Betreiben von Levchin durch Thiel als CEO ersetzt.:93f:78ff Nach kurzem Aufbegehren fügte sich Musk dieser Entscheidung. Fortan unterstützte er Thiel als Berater und Investor. Musks Image als ein Starunternehmer des Silicon Valley litt unter dem Vorgefallenen; erstmals geriet er öffentlich in die Kritik. Ihm wurden erhebliche Managementfehler vorgeworfen, die ohne den Eingriff Thiels zur Insolvenz von X.com hätten führen können.:94ff
Das unter Thiel in PayPal umbenannte Unternehmen wurde zum bedeutendsten Onlinebezahlsystem weltweit. Kurz nach seinem Börsengang im Jahr 2002 wurde es für 1,5 Milliarden US-Dollar von eBay aufgekauft. Musk, der einen Verkauf zu einem niedrigeren Preis verhindert hatte, war größter PayPal-Anteilseigner und erhielt eBay-Aktien im Wert von 250 Millionen Dollar. Nach Steuerzahlungen blieben ihm 176 Millionen.:95 Die Domain x.com erwarb er 2017 von PayPal zurück, und die Marke X belebte er 2023 wieder, indem er den von ihm übernommenen Microbloggingdienst Twitter in X umbenannte.

### Life to Mars (2001–2002, non-profit)
Im Januar 2001, einige Monate nach dem Ausscheiden aus dem PayPal-Management, erkrankte Musk schwer an Malaria. Bis zu seiner vollständigen Genesung verging ein halbes Jahr.:88f In dieser Zeit wurde er auf die Mars Society aufmerksam, eine Forschungs- und Lobbyorganisation, die sich für eine Marskolonisation engagiert. Er begeisterte sich für diese Idee und wurde dort Großspender und vorübergehend auch Vorstandsmitglied.:105f
Um das Projekt voranzutreiben, gründete Musk einen Arbeitskreis, der die unbemannte Mission Mars Oasis entwarf. Zu den Teilnehmern zählten neben Wissenschaftlern der NASA auch der spätere NASA-Administrator Michael Griffin und der Science-Fiction-Filmschaffende James Cameron. Als organisatorischen Rahmen gründete Musk die Stiftung Life to Mars Foundation. Sein Ziel war nun, Lebewesen zum Mars zu bringen, um mit Bildern von Leben auf dem Planeten öffentliches Interesse an dessen Erkundung und Nutzung zu wecken.:109ff:95
Ein Start der Mission mit einer US-amerikanischen oder europäischen Trägerrakete war mit den von Musk bereitgestellten 20–30 Millionen US-Dollar nicht finanzierbar. Stattdessen erwog er die Verwendung einer preiswerteren russischen oder ukrainischen Rakete. Nach einigen Vorgesprächen reiste er Anfang 2002 nach Moskau, um zwei Dnepr-Raketen zu kaufen. Die Verhandlungen scheiterten jedoch beim Feilschen um den Preis. Daraufhin beschloss Musk, eine kostengünstigere eigene Rakete zu entwickeln.:110ff:98 Er eignete sich Raumfahrt-Ingenieurwissen an und lernte den Triebwerksingenieur Tom Mueller kennen. Mit ihm und den Mitgliedern seines Mars-Arbeitskreises entwarf er eine Kleinrakete.:117ff
Um ein Raumfahrtunternehmen zu gründen, zog Musk nach Los Angeles, wo Luft- und Raumfahrtkonzerne wie Lockheed Martin und Boeing ansässig waren. Hier erhielt er Anfang 2002 die US-amerikanische Staatsbürgerschaft.:94 Während seine Internetunternehmen mit Produkten, die es zuvor in dieser Form nicht gab, neue Märkte erschlossen hatten, würde er nun traditionelle Industrien disruptieren, indem er teure und technisch komplexe Produkte günstiger anbot.:120

### SpaceX (seit 2002)

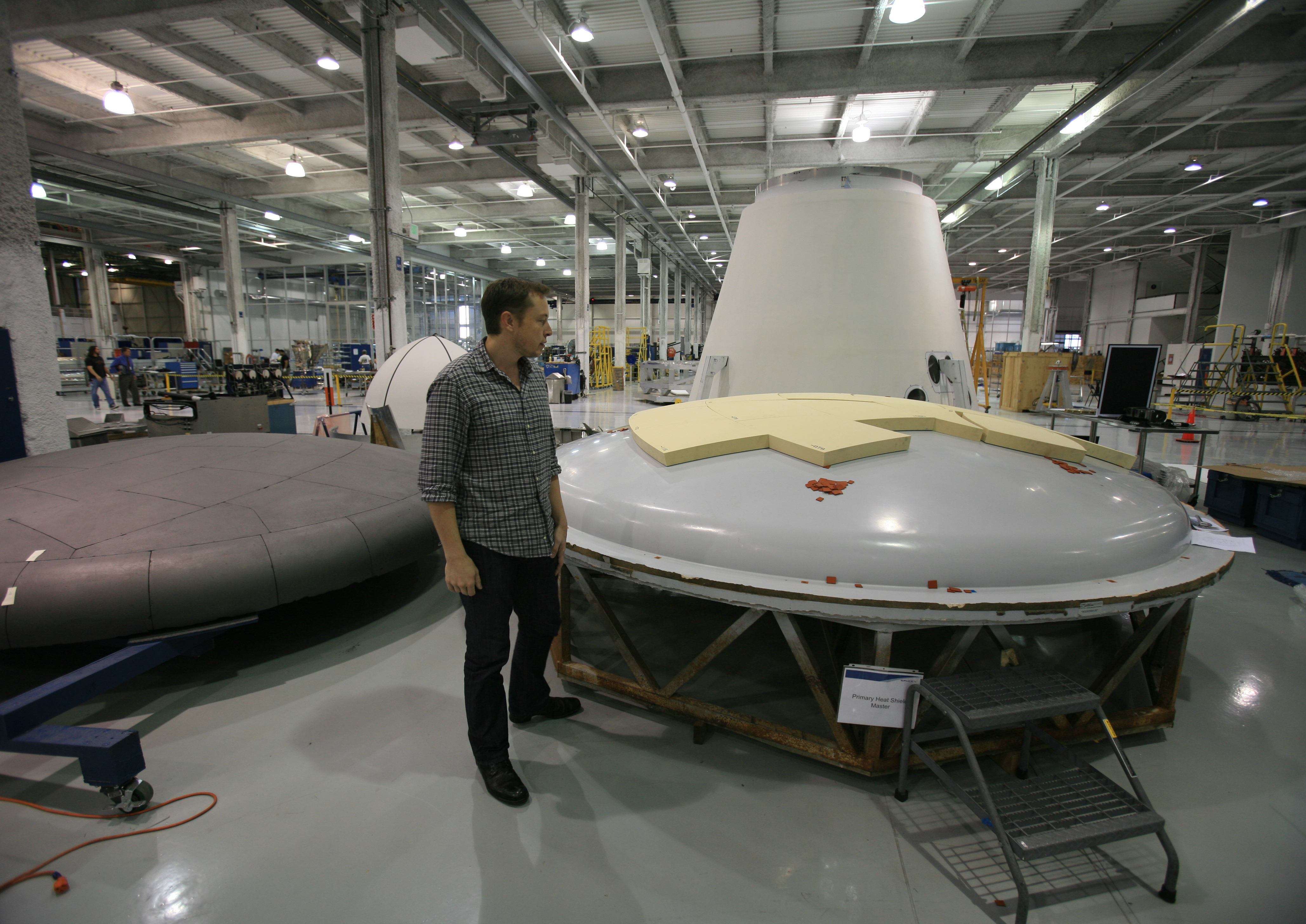
Elon Musk inspiziert einen Dragon-Hitzeschild in der SpaceX-Montagehalle (2008)

Im Mai oder Juni 2002 gründete Musk in El Segundo bei Los Angeles das Raumfahrtunternehmen SpaceX, in das er nach dem PayPal-Verkauf rund 100 Millionen Dollar investierte.:120:119ff Er übernahm dort die Funktion des CEO und als CTO auch die des Chefingenieurs.:101 Musk stellte ein Team aus hochmotivierten jungen Ingenieuren zusammen, mit denen er die Kleinrakete Falcon 1 entwickelte.:126ff Nach drei fehlgeschlagenen Falcon-1-Starts – der dritte davon im August 2008 – waren jedoch die 100 Millionen Dollar aufgebraucht. Daraufhin half ihm sein PayPal-Kompagnon Peter Thiel mit einem Investment von 20 Millionen Dollar aus.:183 Der nächste Falcon-1-Start im September 2008 war erfolgreich, und wenige Monate später gewann SpaceX eine mit 1,6 Milliarden Dollar dotierte Ausschreibung der NASA für Versorgungsflüge zur ISS. Das Unternehmen war mittlerweile ins nahe gelegene Hawthorne umgezogen, wo es die Rakete Falcon 9 und das Raumschiff Dragon entwickelte. Seit 2012 fliegen Dragon-Kapseln – gestartet mit Falcon 9 – regelmäßig im NASA-Auftrag die ISS an. SpaceX stieg auch in das Geschäft mit kommerziellen Satellitenstarts ein und löste 2017 durch hohe Kosteneffizienz Arianespace als Weltmarktführer ab. Mit dem Raumschiff Crew Dragon bestreitet das Unternehmen seit 2020 auch bemannte Flüge.

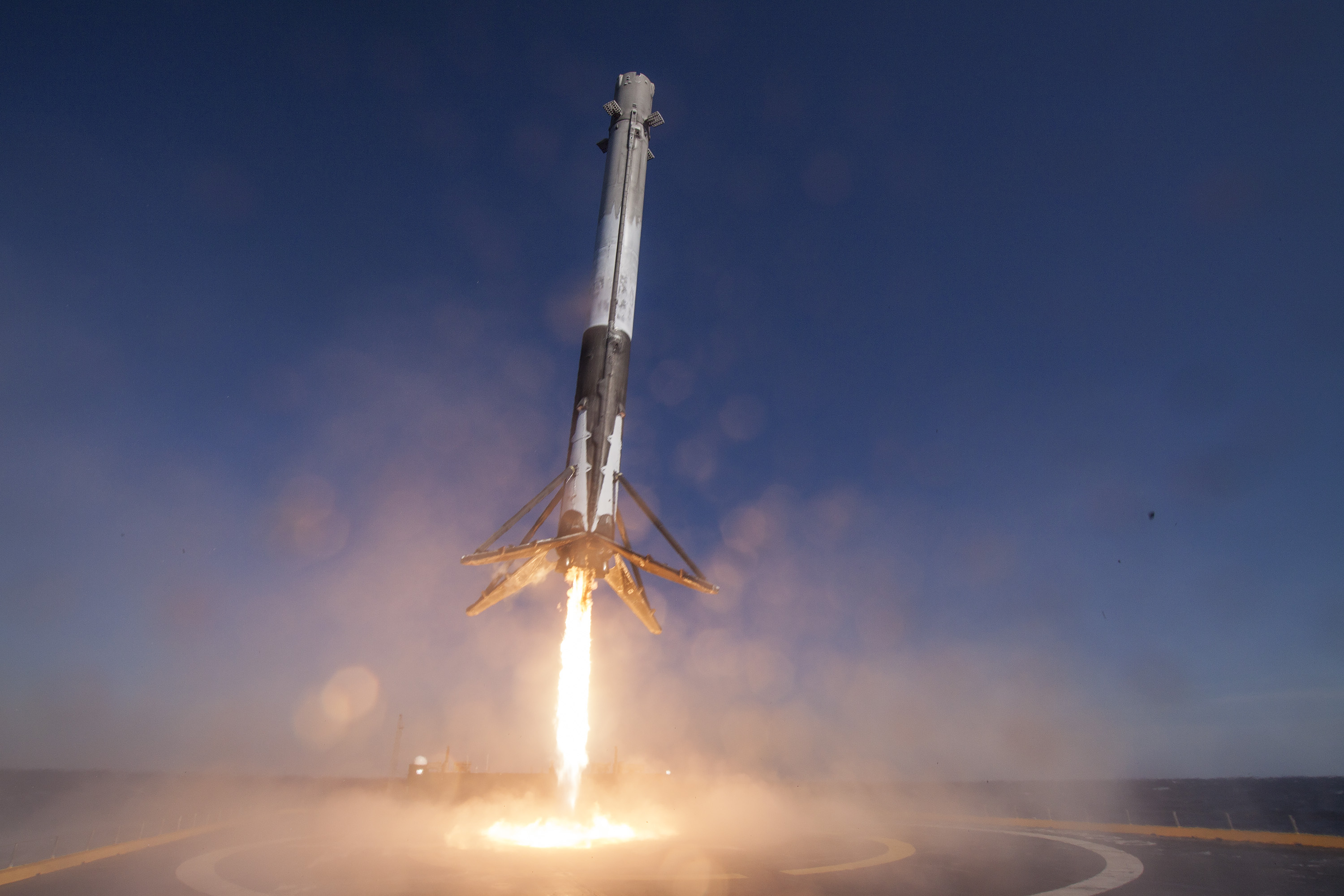
Erste erfolgreiche Seelandung einer Raketenstufe (CRS-8, 2016)

Musk hatte SpaceX mit der Vision gegründet, die Kosten des Weltraumtransports so weit zu senken, dass es möglich wird, Menschen auf anderen Himmelskörpern – insbesondere dem Mars – anzusiedeln. Ein erster bahnbrechender Schritt auf diesem Weg war die Etablierung einer landbaren und wiederverwendbaren Falcon-9-Raketenstufe im Jahr 2017. Der zweite große Schritt hin zur erschwinglicheren Raumfahrt soll mit der in Entwicklung befindlichen, für eine vollständige Wiederverwendung ausgelegten Starship-Rakete erfolgen. Zur Finanzierung dieses Projekts ließ er das Satelliteninternet-Netzwerk Starlink entwerfen, von dem sich das Unternehmen 30 Milliarden Dollar Umsatz pro Jahr erhofft.
Auf die Frage, warum er die Realisierung bemannter Marsmissionen anstrebt, erklärte Musk unter Verweis auf die sogenannten Big Five der Massenaussterben-Ereignisse, es sei nur eine Frage der Zeit, bis das Ende der Menschheit auf dem Planeten Erde bevorstehe. Die Menschheit werde letztlich nur fortexistieren, wenn ein autarkes Leben von Menschen auf dem Mars erreicht sei.

### Tesla und SolarCity (seit 2004)

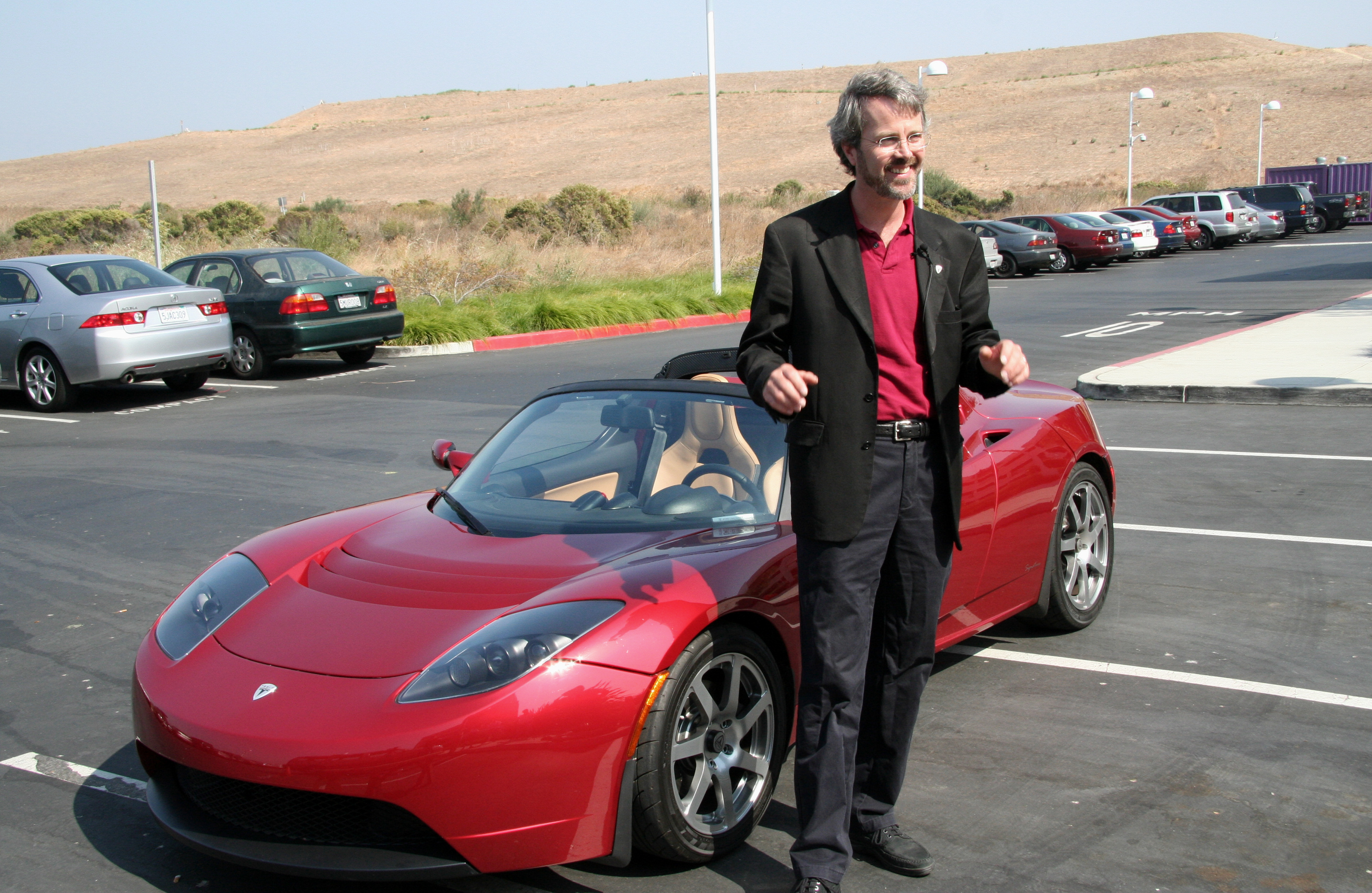
Martin Eberhard mit einem Prototyp des Tesla Roadster (2006)

Der Elektrofahrzeughersteller Tesla wurde 2003 von Martin Eberhard und Marc Tarpenning mit dem Ziel gegründet, einen mit Lithium-Ionen-Batterien betriebenen Luxussportwagen zu entwickeln – den Tesla Roadster. Die neue Batterietechnik versprach eine weitaus größere Reichweite als die bis dahin verwendeten Blei-Säure-Batterien.:152ff,157 Eberhard und Tarpenning waren auch Mitgründer der Mars Society, wo sie Musk kennengelernt hatten. Dieser investierte im Frühjahr 2004 6,5 Millionen US-Dollar in Tesla, womit er zum Mehrheitseigner und Vorsitzenden des Board of Directors wurde. In den folgenden Jahren stockte er seine Beteiligung um 21 Millionen US-Dollar auf.:160ff Nachdem sich Mitte 2007 herausgestellt hatte, dass die Produktionskosten für den Roadster um ein Vielfaches zu hoch waren, ließ er Eberhard als CEO ersetzen und stieg nach und nach selbst in das Management des Tagesgeschäfts ein.:175ff Im Oktober 2008 – auf dem Höhepunkt der Weltfinanzkrise – übernahm er selbst die Rolle des CEO.:167 Er setzte alle Beteiligten unter Druck und konnte die teils selbstverschuldete Krise – er hatte sehr hohe Ansprüche an das Fahrzeug gestellt – letztlich meistern und eine Insolvenz des Unternehmens verhindern.:170,181ff,208ff Der Tesla Roadster wurde zum neuen Maßstab für die Reichweite und Leistungsfähigkeit von Elektrofahrzeugen.
Im Jahr 2006 investierte Musk auch 10 Millionen US-Dollar in die boomende Solarenergie-Branche, indem er sich an der Gründung von SolarCity durch seine Cousins Peter Rive und Lyndon Rive beteiligte. SolarCity konzipierte, vertrieb und installierte Photovoltaikanlagen und wurde damit Marktführer in den USA.:252 2016 wurde das Unternehmen von Tesla übernommen. Tesla-Aktionäre warfen Musk daraufhin vor, sie durch einen überhöhten Kaufpreis um 13 Milliarden Dollar übervorteilt zu haben, verloren jedoch einen von ihnen angestrengten Prozess vor Gericht.

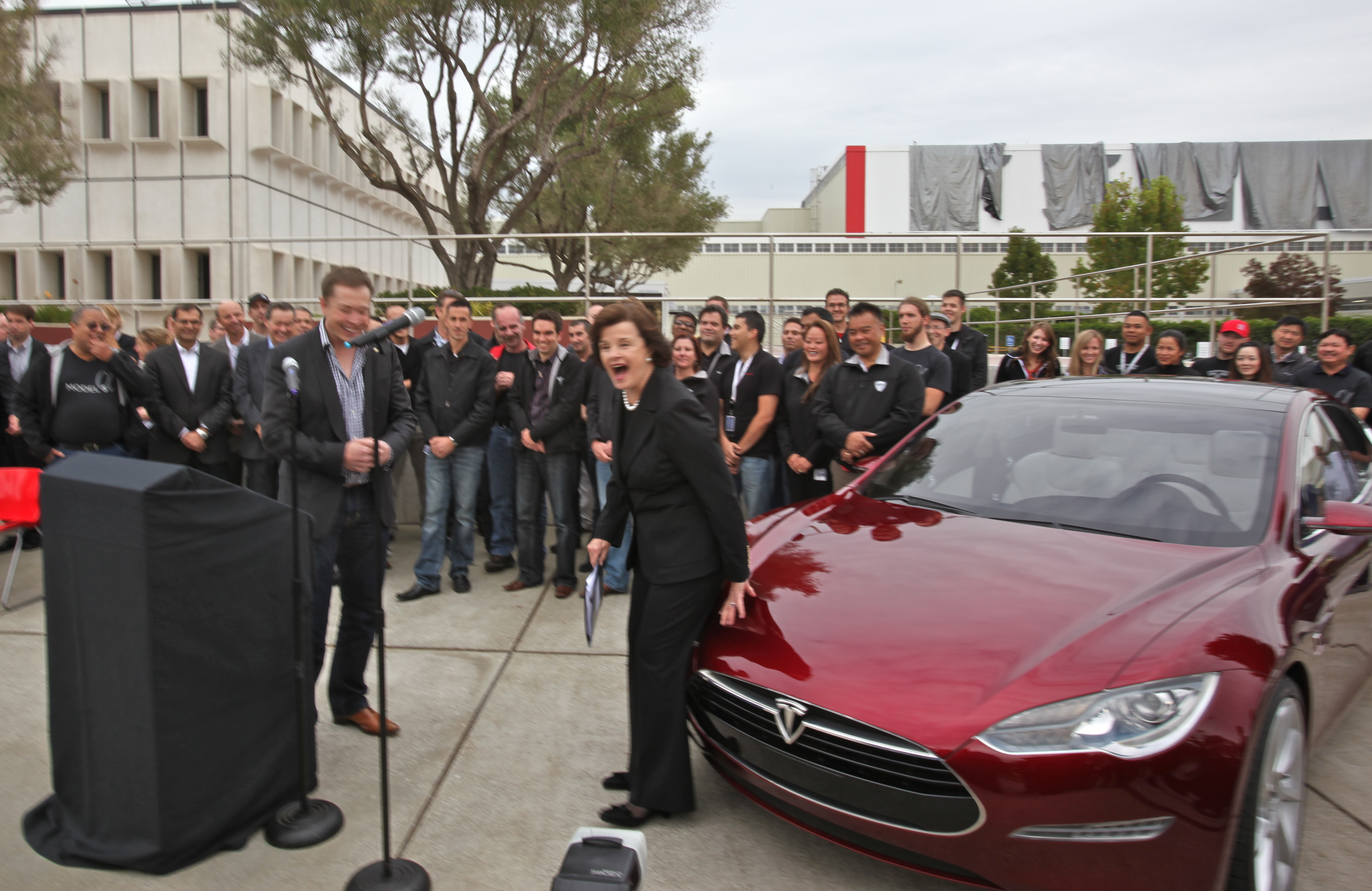
Musk und Senatorin Dianne Feinstein neben einem Prototyp des Tesla Model S (2010)

Bereits in der Anfangszeit von Tesla hatte Musk angekündigt, nach dem Roadster auch eine viertürige Limousine anzubieten.:167 Tatsächlich entwickelte und vertrieb das Unternehmen die Oberklassemodelle Model S und Model X, womit es weiteres Know-how erwarb und Kapital aufbaute. Mit der Einrichtung eines landesweiten Netzwerks von Ladestationen nahm es zudem erneut eine Vorreiterrolle ein.:302 Mit dem Mittelklassefahrzeug Model 3 wurde Tesla dann profitabel und Weltmarktführer für Elektroautos. Zuvor – während des Model-3-Produktionshochlaufs im Jahr 2018 – erlebte Musk nochmals eine traumatische Zeit. Neben Innovationen am Fahrzeug wollte er auch neuartige Produktionsverfahren etablieren, vor allem durch einen hohen Automatisierungsgrad, und hatte sich damit übernommen. Tesla steuerte wegen enormer Fixkosten zum dritten Mal auf eine Insolvenz zu (auch die Produkteinführungsphase des Model S war kritisch gewesen:305f). Musk quartierte sich in der Batteriefabrik, der Gigafactory 1 in Nevada, ein und arbeitete dort mit seinem Team unter Hochdruck daran, die technischen Probleme zu lösen. Danach optimierte er in einem weiteren Kraftakt die Produktivität des Hauptwerks in Kalifornien. Musk bezeichnet diese Zeit als „Produktionshölle“. Es seien die womöglich qualvollsten, „höllischsten“ Monate seines Lebens gewesen.

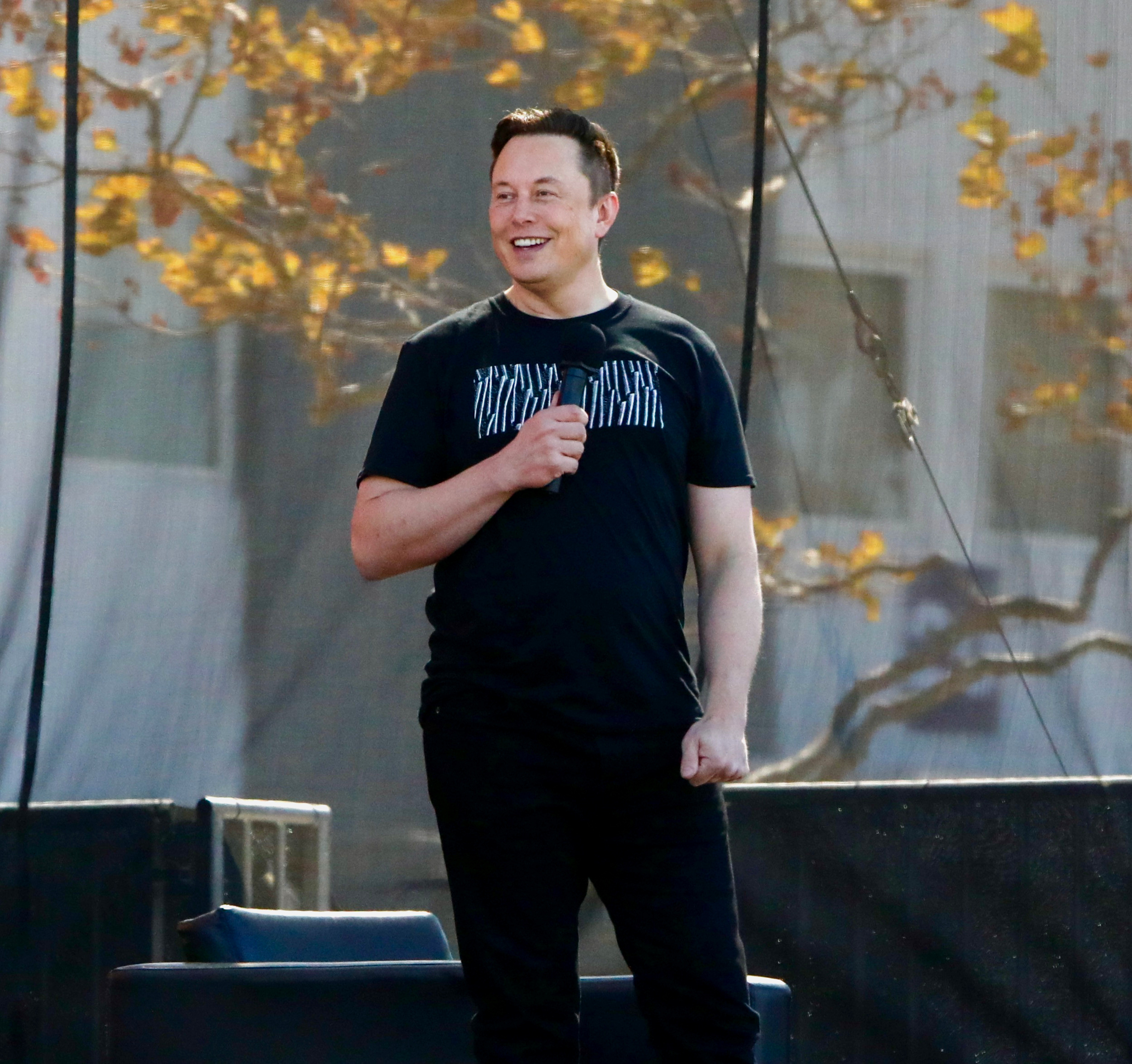
Musk am Tag der Tesla-Hauptversammlung 2020

Innerhalb von zwei Jahren nach Verkaufsstart des Model 3 präsentierte Musk vier weitere neue Tesla-Fahrzeuge: Den Sattelschlepper Tesla Semi, einen neuen Tesla Roadster, den futuristischen und umstrittenen Pick-up „Cybertruck“ und das SUV-Coupé Model Y, welches zum weltweit meistverkauften Auto (in den Jahren 2023 und 2024) wurde.
Musk ist ein Kritiker von Gewerkschaften und wehrte sich immer wieder gegen Versuche, Tesla-Arbeiter gewerkschaftlich zu organisieren. In Kalifornien wurde Tesla auch mehrfach von Mitarbeitern und von Aufsichtsbehörden unter dem Vorwurf verklagt, rassistisches Verhalten unter den Mitarbeitern geduldet zu haben. Musk persönlich wurde von der kalifornischen Diskriminierungsschutzbehörde vorgeworfen, er habe Arbeiter, die Opfer von Rassismus gewesen seien, aufgefordert, „dickfellig“ damit umzugehen.

### Filmproduktion (2005, 2010)
Musk beteiligte sich als Executive Producer an der Finanzierung der Filme Thank You for Smoking (erschienen 2005) und Dumbstruck (2010).

### Hyperloop (2013–2019, non-profit)
Im August 2013 veröffentlichte Musk als Gegenentwurf zu dem Eisenbahnprojekt California High-Speed Rail ein White Paper, in dem er das Projekt „Hyperloop“ für Personenverkehr auf Fernstrecken vorstellte: In einer Doppelröhre sollten luftdichte Kapseln für 28 Personen auf Luftkissen auf bis zu 1220 km/h beschleunigt werden, um zum Beispiel eine 600 km lange Strecke in 35 Minuten kostengünstiger als ein Zug zu überwinden. Laut Musk arbeiteten damals ein Dutzend Ingenieure von Tesla und SpaceX an den Plänen. Die Entwicklung sollte offen erfolgen, vergleichbar mit Open-Source-Software. Zur Umsetzung des Konzepts wurden Unternehmen wie HTT, Hyperloop One und TransPod gegründet, an denen sich Musk nicht beteiligte.

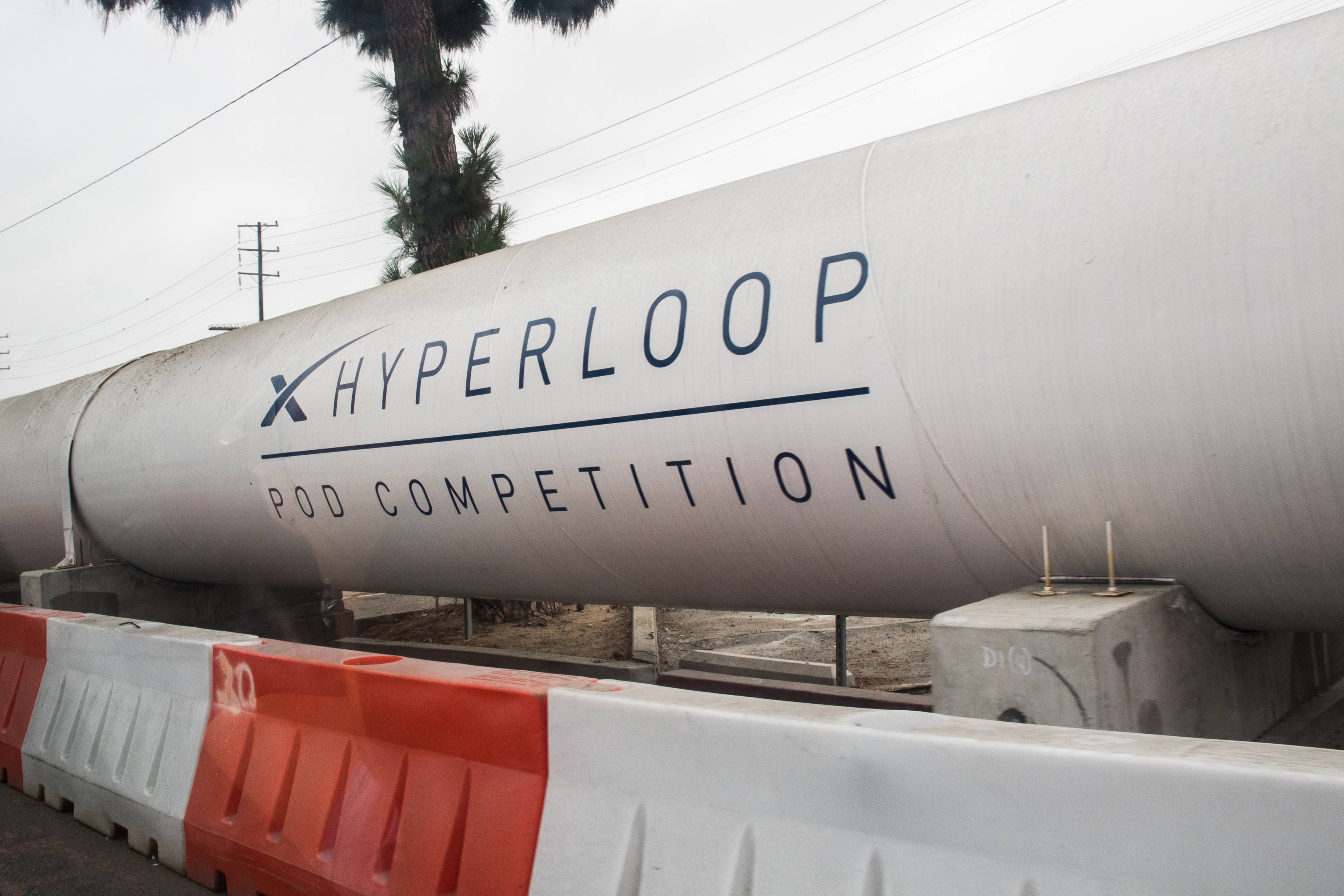
Die Hyperloop-Teströhre in Hawthorne

Neben der SpaceX-Firmenzentrale in Hawthorne ließ Musk eine etwa 1,3 Kilometer lange Stahlröhre als Hyperloop-Teststrecke errichten. Von 2017 bis 2019 wurden dort vier Wettbewerbe ausgetragen, bei denen jeweils Prototypen von Hyperloop-Zugkapseln verschiedener Teams gegeneinander antraten. Für 2020 kündigte Musk einen weiteren Wettbewerb in einem 10 km langen Tunnel an, der aber nicht stattfand. Die Hyperloop-Röhre in Hawthorne wurde 2022 wieder abgebaut.

### Ad Astra (seit 2014, non-profit)
Im Jahr 2014 gründete Musk die Non-Profit-Privatschule Ad Astra. Sie befand sich zunächst in einem seiner Häuser in Bel Air, dann im SpaceX-Hauptquartier in Hawthorne. Etwa die Hälfte der Ad-Astra-Schüler stammte aus den Familien der SpaceX-Belegschaft, darunter Musks fünf Söhne aus seiner ersten Ehe. Ad Astra sollte nach Musks Vorstellung „durch einzigartige projektbasierte Lernerfahrung die Metriken traditioneller Schulen in allen relevanten Bereichen überschreiten“. Statt altersbasierter Klassen wurden die Kinder im Alter von sieben bis 14 Jahren gemeinsam in Gruppen unterrichtet und mit technischen Projektarbeiten betraut.
Bereits 2018 war unklar, ob Ad Astra nach dem Schulabschluss von Musks Söhnen bestehen bleiben würde. 2020 wurde die Schule dann geschlossen und in kleinerem Rahmen am SpaceX-Weltraumbahnhof Starbase in Boca Chica (Texas) wieder eröffnet.
Darüber hinaus eröffnete Ende 2024 oder Anfang 2025 in Bastrop (Texas) eine „Ad-Astra“-Schule, die zunächst als Vorschule betrieben wird. Künftig soll sie bis zu 54 Schüler im Alter von sechs bis neun, später auch bis zwölf Jahren in STEM-Fächern unterrichten. Das Konzept der Schule orientiert sich an der Montessoripädagogik. In Bastrop und im nahe gelegenen Austin befinden sich auch Niederlassungen von Musks Unternehmen Tesla, SpaceX, der Boring Company und Neuralink. Als Trägerin der neuen Schule gründete Musk 2021 die Stiftung The Foundation, später X Foundation genannt, die er zunächst mit 100 Millionen US-Dollar ausstattete. Ende 2022 verfügte sie über mehr als 200 Millionen Dollar. Die Stiftung strebt letztlich auch die Gründung einer Technischen Universität an.

### OpenAI (2015–2018, non-profit)
2012 beteiligte sich Musk mit fünf Millionen US-Dollar an dem britischen Unternehmen DeepMind, das sich mit künstlicher Intelligenz (KI) befasste. Fortan sorgte er sich um Gefahren, die von KI-Systemen ausgehen könnten. Nachdem er 2013 mit dem Versuch scheiterte, eine Übernahme von DeepMind durch Google zu verhindern, gründete er einen Arbeitskreis zum Thema KI-Sicherheit und -Entwicklung. Aus diesem ging 2015 das gemeinnützige Unternehmen OpenAI hervor. OpenAI verschrieb sich der Erforschung und Entwicklung von künstlicher Intelligenz, die der ganzen Menschheit dienen und nicht unter die Kontrolle einzelner Unternehmen geraten solle. Musk, Sam Altman, Peter Thiel und weitere Geldgeber sagten dafür insgesamt eine Milliarde US-Dollar an Finanzmitteln zu.:240ff
2018 zog sich Musk aus dem Board of Directors von OpenAI zurück und stellte seinen Beitrag zur Finanzierung des Projekts ein. Späteren Berichten zufolge soll er unzufrieden mit den Fortschritten bei OpenAI gewesen sein. Er sei dann mit dem Versuch gescheitert, selbst dessen Leitung zu übernehmen oder es in Tesla einzugliedern, um dort die KI-Entwicklung für autonomes Fahren voranzutreiben.:244 Von der versprochenen Milliarde Dollar an Finanzmitteln waren bis dahin nur 130 Millionen in Anspruch genommen worden. Die Gemeinnützigkeit wurde nach Musks Ausscheiden teilweise aufgegeben, um neue Investorengelder einzuwerben.:600
Fünf Jahre später gründete Musk das KI-Unternehmen xAI, das in Konkurrenz zu OpenAI trat.

### Neuralink (seit 2016)

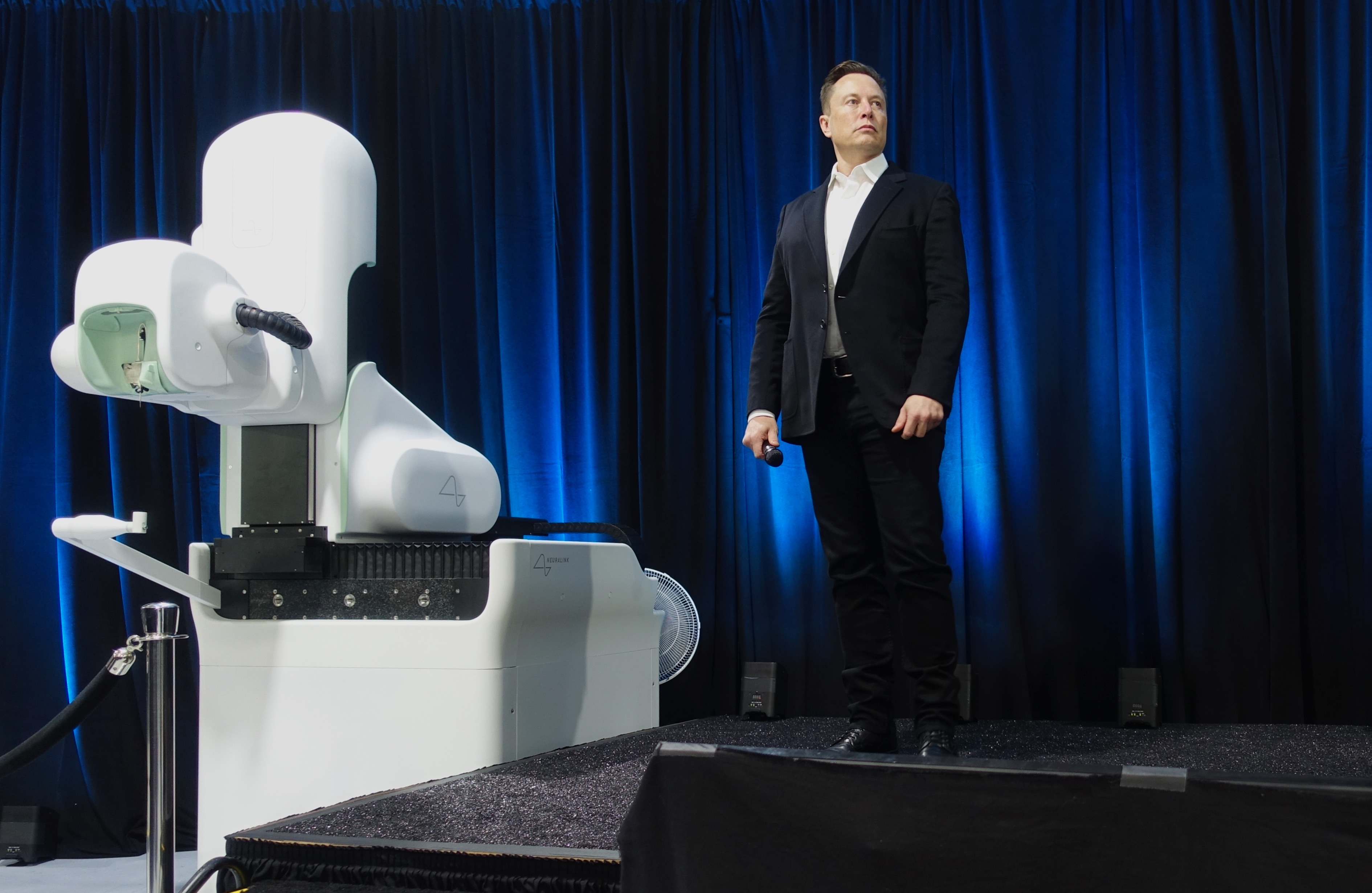
Elon Musk präsentiert einen Neuralink-Implantierroboter (2020)

Im Juli 2016 gründete Musk das Unternehmen Neuralink, welches Systeme zur Vernetzung des menschlichen Gehirns mit Maschinen entwickelt, das heißt zur Verwirklichung von Transhumanismus. Hintergrund war seine Befürchtung, dass Menschen durch eine rasante Weiterentwicklung von künstlicher Intelligenz künftig nicht mehr mit dieser mithalten könnten. Er sah die Kommunikationsgeschwindigkeit des Menschen als begrenzenden Faktor und möchte dessen Leistungsfähigkeit durch eine Vernetzung mit Computern über eine direkte Mensch-Maschine-Schnittstelle erhöhen. Gegründet wurde Neuralink als Medizintechnik-Unternehmen, da das Implantieren von Elektroden im Gehirn medizinischer Forschung bedarf. Zunächst werden auch medizinische Anwendungen angestrebt. Die davon erhofften Gewinne sollen dann weitere Projekte des Unternehmens finanzieren.:400
Die Neuralink-Technologie wurde zunächst an Affen und Schweinen erprobt. So berichtete Musk 2021, ein Affe habe damit nur durch seine Gedanken ein Videospiel gesteuert. Die Tierversuche stießen auf Kritik und wurden 2023 von der zuständigen Überwachungsbehörde untersucht. Außer einem von Neuralink bereits gemeldeten Operationsfehler im Jahr 2019 stellte die Behörde keine Verstöße gegen Tierschutzgesetze fest. Anfang 2024 erhielt ein erster Patient ein Neuralink-Gehirnimplantat und lernte, alleine mit Gedanken einen Computer zu bedienen.

### The Boring Company (seit 2016)

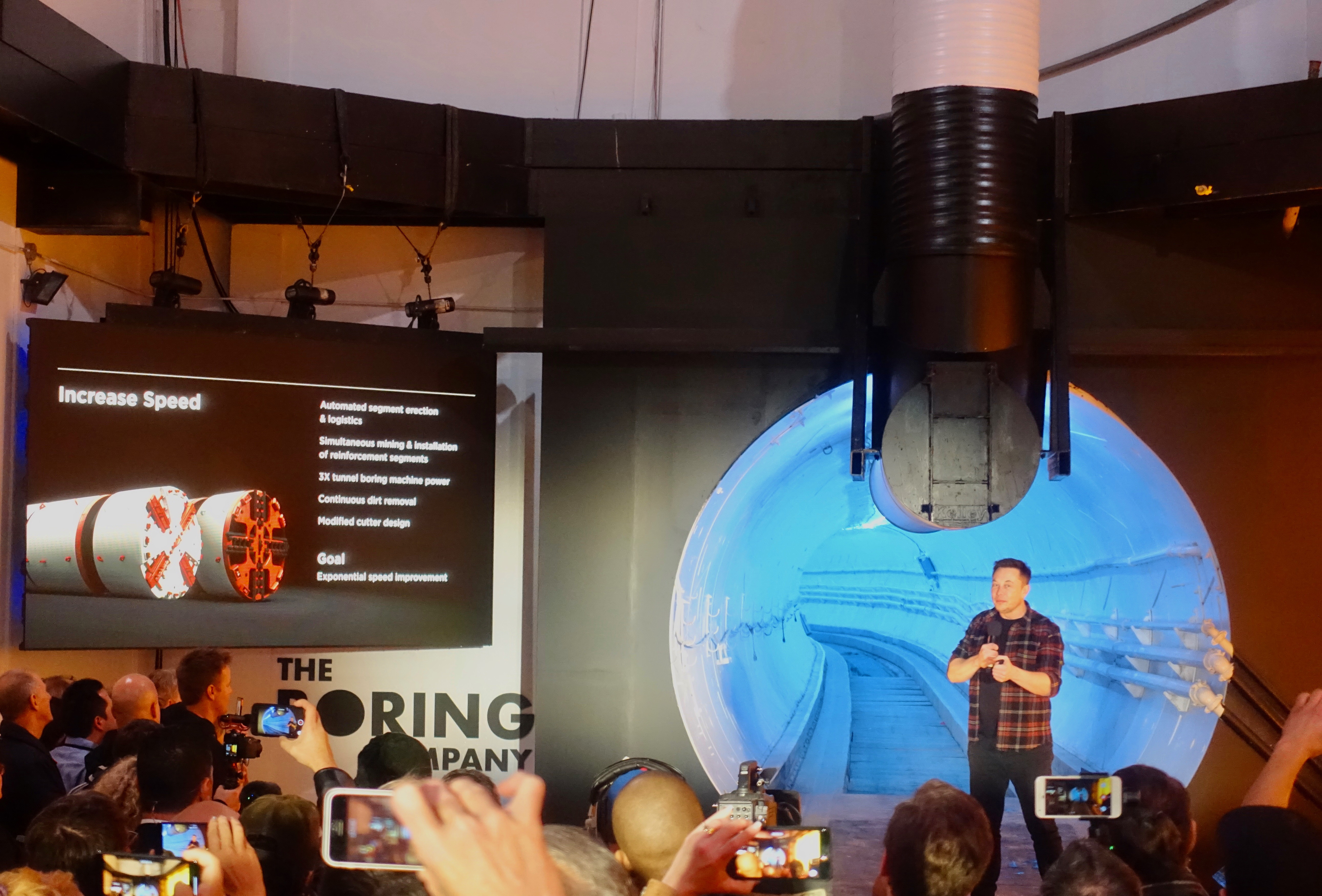
Elon Musk präsentiert einen Testtunnel der Boring Company in Hawthorne (2018)

Im Dezember 2016 gründete Musk aus einer spontanen Idee heraus die Boring Company:257 (englisch für „Bohrunternehmen“, aber auch „langweiliges Unternehmen“), die zum Ziel hat, innerstädtischen Verkehr in Tunnelsysteme („Loops“) zu verlagern. Unter anderem kündigte er an, das Unternehmen werde ein System zum Hochgeschwindigkeitstransport von Autos im Großraum Los Angeles bauen. Auch ein Hyperloop-Tunnelsystem für Personentransporte zwischen Städten an der US-Ostküste wurde in Aussicht gestellt.
Als erstes und bislang (Stand März 2025) einziges kommerzielles Verkehrssystem des Unternehmens eröffnete 2021 ein 2,7 Kilometer langer Tunnel zwischen dem Kongresszentrum Las Vegas Convention Center und mehreren Übergängen zum öffentlichen Nahverkehr. In diesem Tunnel fahren Tesla-Taxis. Ebenfalls in Las Vegas begann die Boring Company mit dem Bau der Vegas Loop, eines Tunnelnetzwerks, das letztlich 110 Kilometer Strecke und 104 Haltestellen umfassen soll. Dem Unternehmen wird vorgeworfen, mehrmals Bau- und Umweltschutzvorschriften ignoriert zu haben.
Im Februar 2025 stellten Musk und Omar Al Olama, der KI-Minister der Vereinigten Arabische Emirate, das Projekt Dubai Loop zum Bau eines 17 Kilometer langen Tunnelsystems in Dubai vor.

### Thud (2018–2019)
Im März 2018 wurde bekannt, dass Musk ein Medienunternehmen namens Thud oder Thud! (zu Deutsch etwa „dumpfer Schlag“) gegründet hatte. Ein Team von Autoren, Künstlern und Webentwicklern sollte Satireprojekte und Persiflagen kreieren, die online und als Kunstinstallationen präsentiert werden sollten. Geleitet wurde Thud von den beiden Mitgründern Cole Bolton und Ben Berkley, die zuvor für das Satiremagazin The Onion tätig gewesen waren. Aus Sorge, die Satire könnte ihm Ärger einbringen, der sich negativ auf das Geschäft seiner anderen Unternehmen auswirkt, verkaufte Musk seine Thud-Anteile im Januar 2019 an Bolton und Berkley. Thud veröffentlichte kurz darauf einige Persiflage-Websites, musste aber im Mai 2019 mangels Finanzierung den Betrieb einstellen.

### Stadtgründungsvorhaben (seit 2021)
Wegen des Mangels an Wohnraum für die Mitarbeiter seiner Unternehmen in der Region Austin begannen Musk und weitere Personen, über Briefkastenfirmen Land im Bastrop County bei Austin (Texas) zu erwerben. Bis Mitte 2024 kauften sie 2400 Hektar Land; weitere 1400 Hektar erwarben Musks Unternehmen. 2021 wurde mit dem Bau einer eigenen Mitarbeiterstadt namens Snailbrook begonnen. Die Ortschaft umfasst neben Wohnraum auch eine Fertigungshalle der Boring Company und einen Produktionsstandort von SpaceX für Starlink-Endgeräte. 21 Kilometer westlich befindet sich die Tesla Gigafactory Texas. Auch Neuralink betreibt in der Nähe eine Niederlassung. Geplant ist auch die Einrichtung einer Schule.
Im äußersten Süden von Texas wurde im Mai 2025 die Gemeinde Starbase für den gleichnamigen SpaceX-Weltraumbahnhof gegründet. Musk hatte dieses Projekt seit 2021 verfolgt. Die Gemeindegründung verschafft ihm mehr Kontrolle über lokale Verordnungen und wurde vom Cameron County unterstützt. Sie erfolgte auf Beschluss der Bewohner des Areals – überwiegend Angestellte von SpaceX –, die sich zu 97 % für die Gründung aussprachen.

### Twitter / X (seit 2022)

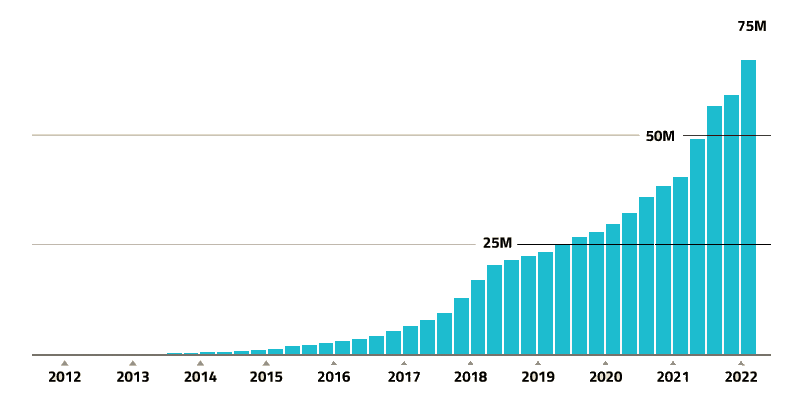
Anzahl von Elon Musks Twitter-Followern (in Millionen), 2012–2022

Bereits seit 2010 nutzt Musk den Microbloggingdienst Twitter – heute X – zum Veröffentlichen von Beiträgen. Zwar kündigte er eine dauerhafte (2019) und zwei vorübergehende Abstinenzen von der Twitter-Nutzung an (2020 und 2021), blieb danach jedoch mit einer großen Zahl von Tweets präsent. Mit 80 Millionen Followern (Abonnenten) zählte er im Frühjahr 2022 zu den zehn meistbeachteten Twitter-Nutzern.
Von Januar bis März 2022 erwarb Musk neun Prozent der Aktien der Twitter, Inc. und wurde damit zum größten Anteilseigner des Unternehmens. Um es nach seinen Vorstellungen umgestalten zu können,:452 leitete er im April 2022 eine mehrheitliche Übernahme ein. Er äußerte, es sei „sehr wichtig“, dass Twitter eine „inklusive Arena für die Redefreiheit“ sei, und kündigte an, Twitter zu einer „globalen Plattform für Redefreiheit“ zu machen. Musk hatte Twitter zuvor wiederholt vorgeworfen, den Grundsatz der freien Meinungsäußerung zu missachten. Hierunter verstand er das Löschen oder Unterdrücken von Beiträgen, die nach seiner Einschätzung gegen kein Gesetz verstießen,:446 wohl aber gegen die damaligen Richtlinien der Plattform beispielsweise betreffend Diskriminierung oder Anstiftung zur Gewalt. Dementsprechend kündigte er auch an, den 2021 erfolgten Ausschluss von Donald Trump von Twitter rückgängig zu machen.
Während des mehrmonatigen Verfahrens bis zum Vollzug der Übernahme haderte Musk mit seiner Entscheidung. Er versuchte, den Kaufpreis erheblich zu reduzieren oder ganz vom Kaufvertrag zurückzutreten.:442,463f,489 Das Twitter-Management, das zu dem vereinbarten Kaufpreis Aktienoptionen im Wert von mehreren hundert Millionen US-Dollar würde ausüben können,:512 akzeptierte dies nicht. So stockte Musk seine Twitter-Beteiligung im Oktober 2022 für über 25 Milliarden US-Dollar auf geschätzte 79 % auf. 2023 änderte er den Markennamen von „Twitter“ in „X“.

Das neue Twitter-Logo unter Musk

Früh nach der Übernahme entließ Musk die Hälfte der Angestellten, darunter viele Führungskräfte; weitere verließen das Unternehmen eigeninitiativ. Er ließ die Angestellten nach ihrer Produktivität bewerten und entließ beispielsweise diejenigen Programmierer, welche die wenigsten Codezeilen pro Jahr geschrieben hatten.:518ff Nach eigener Aussage entließ er innerhalb eines halben Jahres 80 % des Twitter-Personals.
Die neue Geschäftspolitik unter Musk und seine eigenen erratischen Tweets – kurz nach der Übernahme verbreitete er beispielsweise eine Verschwörungstheorie über Paul Pelosi, den Mann der einflussreichen Politikerin Nancy Pelosi – verunsicherten die Anzeigenkunden von Twitter. Die Werbeeinnahmen des Unternehmens brachen ein.:533ff Als in November 2023 die NGO Media Matters eine Reportage über Werbeeinblendungen neben antisemitischen Tweets veröffentlichte, gaben mehrere prominente Werbekunden wie IBM, Disney und Apple bekannt, keine Anzeigen mehr auf X zu schalten. So verschlechterte sich unter Musk die Geschäftslage des Unternehmens, entgegen seinem ursprünglichen Ziel, dessen Umsatz innerhalb von sechs Jahren zu verfünffachen.:456
Seit der Übernahme nutzt Musk X, um weltweit Einfluss auf den öffentlichen politischen Diskurs zu nehmen. Dazu lockerte er unter anderem die Moderationsrichtlinien und schaltete gesperrte Konten wieder frei, die überwiegend als politisch rechtsstehend eingeschätzt werden. Er erhöhte auch die Sichtbarkeit eigener Beiträge und bemühte sich, kritische Stimmen zu unterdrücken. Infolge dieser Maßnahmen wird X vermehrt als Plattform zur Verbreitung von Propaganda, Verschwörungstheorien, Hassreden und rechtsextremen Ansichten genutzt. Zudem nutzt Musk X, um mit provokanten Tweets Aufmerksamkeit zu erregen. Er wird damit als Troll wahrgenommen – jemand, der Andere absichtlich verärgert, um Beachtung zu finden.
Die Zahl von Musks Followern, einschließlich inaktiver und automatisch betriebener Konten, stieg bis Anfang 2025 auf etwa 210 Millionen. Seit dem Frühjahr 2023 ist er – vor Barack Obama – der X-Nutzer mit der größten Abonnentenzahl.

### xAI (seit 2023)
Anfang 2023 beteiligte sich Microsoft am kommerziellen Zweig von OpenAI, dem Unternehmen zur Erforschung von künstlicher Intelligenz (KI), das Musk 2015 mitgegründet hatte. Musk, der seit 2021 eine Ausbreitung von „wokem Gedankengut“ fürchtet, verstärkte daraufhin seine Warnungen, Chatbots wie OpenAIs ChatGPT könnten dazu trainiert werden, „politisch korrekt“ und „woke zu sein, also zu lügen“. Er zeigte sich unzufrieden über den Einfluss, den Microsoft nun auf OpenAI hatte.
Vor diesem Hintergrund gründete Musk im März 2023 das KI-Unternehmen xAI. Als Ziel des Projekts, das er zunächst als „TruthGPT“ angekündigt hatte, nannte er ein „rigoroses Streben nach Wahrheit“, womit sich xAI von den „woken“ Konkurrenzprodukten ChatGPT und Google Gemini unterscheide. Das Unternehmen selbst nannte zunächst – bezugnehmend auf die für Musks Philosophie prägende Romanreihe Per Anhalter durch die Galaxis – das „Verständnis der wahren Natur des Universums“ als sein Ziel, dann die „Entwicklung von Werkzeugen, welche die Menschheit in ihrer Suche nach Verstehen und Wissen unterstützen“.
xAI entwickelte innerhalb von acht Monaten ein großes Sprachmodell und den Chatbot „Grok“. Seit Dezember 2024 ist Grok – wie ChatGPT und Gemini – kostenlos und frei verfügbar.
Bereits im April 2024 hatten Forscher herausgefunden, dass sich die Sicherheitsmechanismen von Grok leichter umgehen lassen als bei Konkurrenzprodukten wie ChatGPT. So gelange es ihnen, Grok zur Ausgabe von Anleitungen zum Bombenbau, zur Herstellung von Drogen und zum Verführen von Kindern zu bewegen. Nach Erscheinen der Grok-Version 2 im August 2024 berichteten Nutzer, sie könnten mit Grok nationalsozialistische Propaganda und Deepfakes erzeugen. Im Juli 2025 verfasste Grok auf X antisemitische Kommentare und bezeichnete sich selbst als „MechaHitler“.
Im März 2025 gab Musk überraschend bekannt, dass xAI das soziale Netzwerk X übernommen habe. Bei dieser Transaktion sei X mit 33 und xAI mit 80 Milliarden US-Dollar bewertet worden. Daten, Software, Rechenzentren und Vertrieb beider Unternehmen würden nun zusammengeführt.

## Managementmethoden
Musks Managementstil gilt in vielerlei Hinsicht als unkonventionell. Er lässt sich von Visionen leiten und setzt für seine Unternehmen äußerst anspruchsvolle Ziele, die er mit ungewöhnlich großer Risikobereitschaft verfolgt.:85f,351:87 Damit erreichte er Innovationen und setzte neue Maßstäbe für das technisch Machbare; oft konnte er aber auch die von ihm geschürten Erwartungen nicht erfüllen. Um seine Ziele zu erreichen, geht er unter Umständen mit großer Härte vor; sein Managementstil wurde auch „harsch“, „launenhaft“ und „brutal“ genannt.

### Personalpolitik und Leistungsdruck
Der Investor Peter Thiel, ein Miteigentümer mehrerer Firmen Musks, sieht dessen Personalansprache und -auswahl beim Anwerben neuer Mitarbeiter als einen Schlüssel zu seinem unternehmerischen Erfolg.:337 Musk ist zudem dafür bekannt, seine Mitarbeiter permanent unter Druck zu setzen und zu erwarten, dass sie nahezu Unmögliches erreichen.:128f,136f,223ff Er neigt dazu, impulsiv Mitarbeiter zu entlassen, auch ganze Abteilungen.
Als ein Grundprinzip seiner Unternehmen gab Musk einen „manischen Sinn für Dringlichkeit“ vor.:113,391 Er setzt sich und seinen Angestellten meist unerreichbare Zieltermine. Über den ständigen Leistungsdruck hinaus verlangt Musk hin und wieder auch sofortige, kollektive Extrem-Arbeitseinsätze für einzelne Projekte, die in seinen Unternehmen als „Surges“ (Wogen) bekannt sind.:277,360f Nach Phasen mit starkem Personalwachstum ordnete Musk mehrmals die Entlassung von etwa 10 % der Belegschaft an: 2018 bei Tesla, 2019 bei SpaceX und 2024 nochmals bei Tesla.

### Organisationsstrukturen
Zur Managementstrategie Musks zählen flache Hierarchien, unbürokratisches Vorgehen und schnelle Entscheidungen.:21,224 Zudem sorgt er für kurze Wege zwischen den Mitarbeitern entlang des Produktentstehungsprozesses. Produktmanagement und -entwicklung bilden in seinen Unternehmen jeweils eine gemeinsame Abteilung.:79 Bei SpaceX und Tesla platzierte er die Entwickler auch in gläsernen Büros direkt in die Raketen- bzw. Autofabrik, so dass sie unvermeidlich in Kontakt mit den Technikern und Arbeitern stehen, die die entworfenen Produkte fertigen.:230:219 Dementsprechend lehnt Musk auch Telearbeit ab. In der Spätphase der Covid-19-Pandemie drohte er den SpaceX- und Tesla-Mitarbeitern mit ihrer Entlassung, wenn sie nicht mindestens 40 Stunden pro Woche in der Firma verbringen würden. Dieselbe Regelung führte er später bei Twitter ein.
Musk ist auch bekannt für „Hands-on-Management“, das heißt er ist selbst tief im Tagesgeschäft seiner Unternehmen involviert.:243 Kritiker werfen ihm deshalb übertriebenes Mikromanagement vor. Von seinen Managern erwartet er, dass sie ebenfalls selbst Hand anlegen. Wer Softwareentwicklung organisiert, muss beispielsweise mindestens ein Fünftel seiner Arbeitszeit mit Programmieren verbringen.:285
Musk führte in seinen Unternehmen ein Programm aus sechs oder sieben organisatorischen Regeln ein, die die Effizienz und die Produktivität erhöhen sollen, darunter das Umgehen von Managementhierarchien und das Vermeiden von Akronymen.

### Produktentwicklung

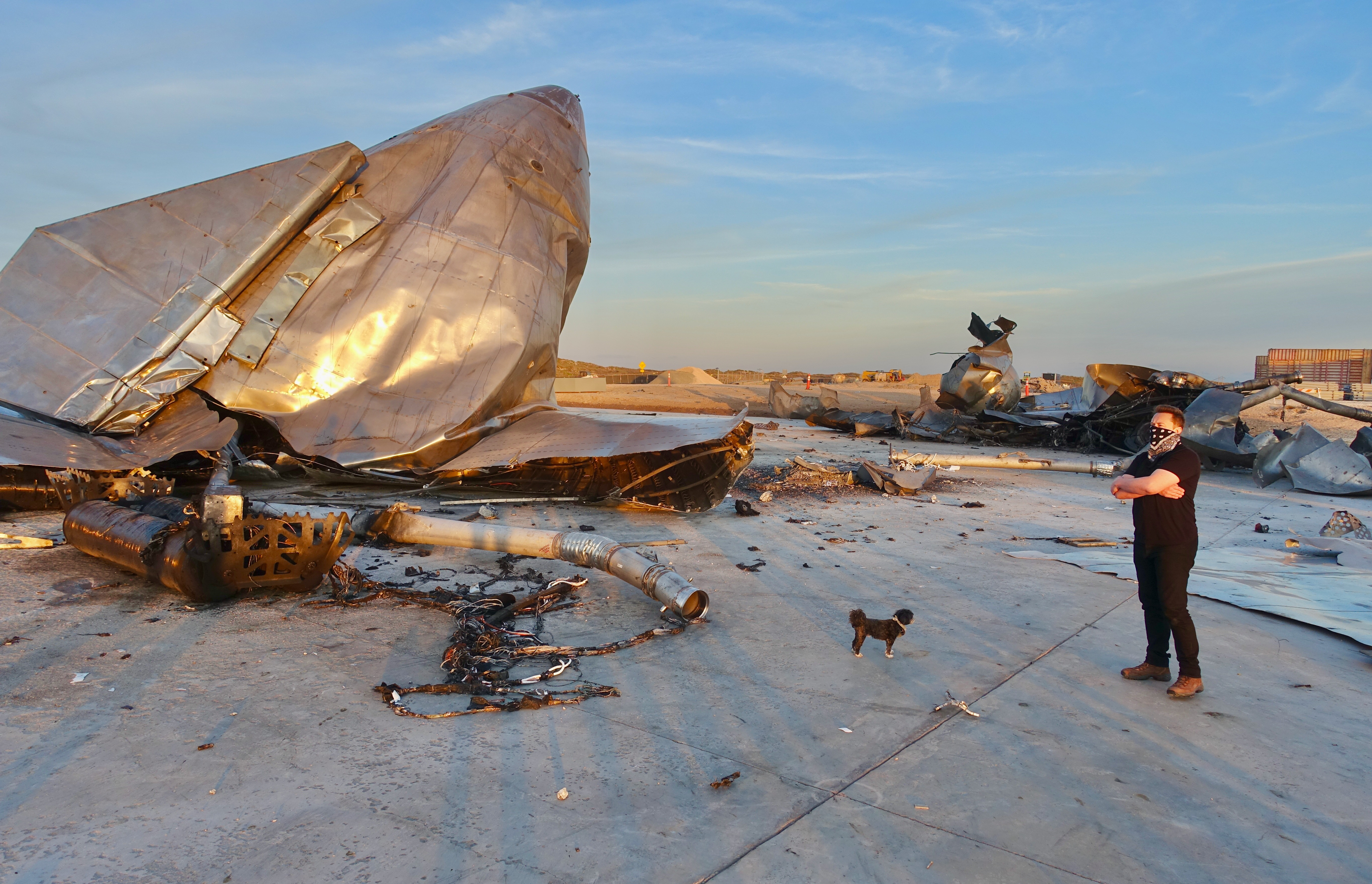
Elon Musk inspiziert die Überreste eines explodierten Starship-Prototyps

Musk strebt nach einer im Branchenvergleich ungewöhnlich großen Fertigungstiefe und vertikalen Integration, also nach einer kostengünstigeren Eigenfertigung statt dem externen Bezug von Bauteilen.:293f
Von seinen Ingenieuren erwartet Musk, dass sie die entwickelten Bauteile und Produkte bis jenseits von deren Belastungsgrenzen austesten. Er verbindet dies auch mit schnellen Testzyklen, indem er unfertige Produkte in kurzer Abfolge bis zum Versagen testen lässt.
Musk achtet zudem stets auf die Ästhetik seiner Produkte. Laut Neil Strauss müssen sie „schön, einfach, cool und schnittig“ sein. So ließ er für die bemannten Raumflüge von SpaceX erstmals elegante statt traditionell plumper Raumanzüge entwickeln. Für seine Mitwirkung am Design der ersten Tesla-Fahrzeuge erhielt er den Index Award und die Ehrendoktorwürde des Art Center College of Design.

### Kritik
Das Harvard Business Review sieht in Musk einen „Meister der Überzeugung“, der durch „Selbstinszenierung“ und emotionale Ansprache Kapitalgeber und Mitarbeiter für sich und seine Visionen einnehme. Seinen Geschäftsplänen mangele es oft an Logik, und seine Unternehmen würden dann einen unvorhersehbaren Weg nehmen. Trotzdem würden ihm Investoren „bis zum Tor der Hölle und zurück folgen“, weil sie von seinen Fähigkeiten überzeugt seien. Der erste Wagniskapitalgeber von X.com beschrieb Musk als einen „begabten Geschichtenerzähler“; „manche dieser Geschichten“ würden „sogar wahr.“:142
Vielfach kritisiert wurde Musks Umgang mit seinen Mitarbeitern. Der hohe Leistungs- und Zeitdruck soll bei SpaceX, Tesla und der Boring Company zu vermehrten Arbeitsunfällen geführt haben. Arbeiter warfen allen drei Unternehmen unzureichende Sicherheitsvorkehrungen vor. Angestellte, darunter hochrangige Manager, berichteten auch von Wutanfällen und Aggressionen Musks. Er stieß Mitarbeiter seiner Unternehmen Zip2, X.com, SpaceX und Tesla schwer vor den Kopf; auch Mobbing wurde ihm vorgeworfen.:119,165,272:146f Mit Außenstehenden wie Lieferanten und Behördenvertretern soll er manchmal ähnlich rabiat umgehen.:138,246 Auch seine unternehmerischen Entscheidungen seien teils zu emotional und zu impulsiv.
Wegen Musks enormer Ansprüche und seiner Launen ist es nach Einschätzung des Biographen Ashlee Vance mit „Freude und Schmerz“ verbunden, für ihn zu arbeiten. Seine Angestellten würden ihm mit Furcht und mit Bewunderung begegnen. Manche seiner Mitarbeiter würden gerne ihr Äußerstes geben und sich für die gemeinsamen Ziele verausgaben; die meisten entlassenen Mitarbeiter würden ihn noch wie einen „Superhelden“ verehren. Einen davon zitiert Vance jedoch mit der Aussage, Musk würde seine Angestellten wie Munition verfeuern und dann ausgebrannt wegwerfen. Es mangle ihm an Loyalität.:227,237f,341ff

## Vermögen und Spenden

### Vermögen

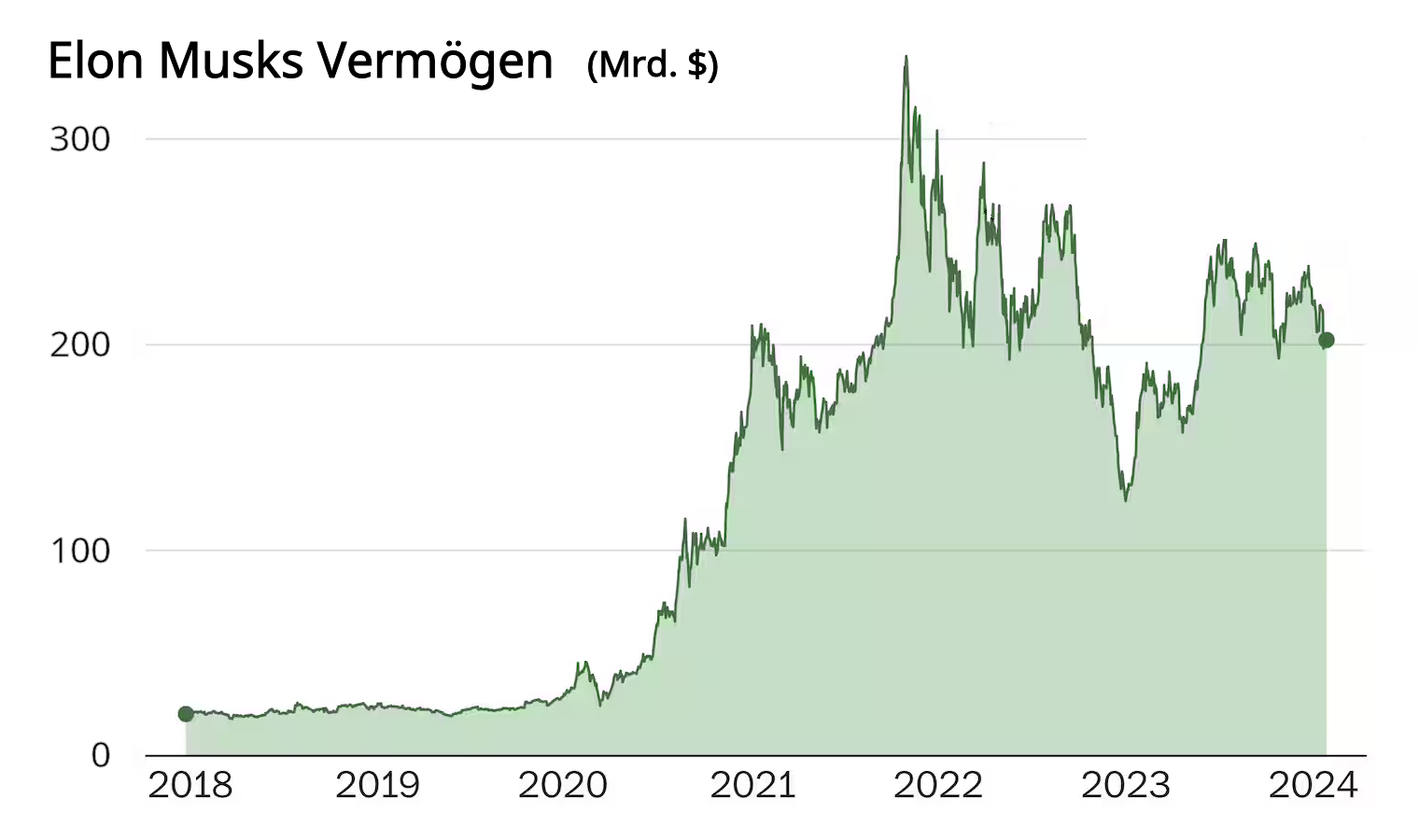
Elon Musks Vermögen von 2018 bis 2024

Durch den steigenden Marktwert der von ihm gegründeten oder mit aufgebauten Unternehmen wurde Musk zum vielfachen Milliardär und zum wohlhabendsten Menschen der Welt. Sein Vermögen beruht überwiegend auf dem Wert seiner Tesla-Aktien und SpaceX-Anteile. Am 1. Juli 2025 wurde es auf 397 Milliarden US-Dollar geschätzt.
Den Grundstein für Musks finanziellen Reichtum legte der Verkauf seiner Zip2-Anteile im Jahr 1999 für 22 Millionen US-Dollar.:66 Zum Milliardär wurde er dann um 2010 durch Wertsteigerungen von Tesla und SpaceX. 2019 schätzte das Wirtschaftsmagazin Forbes Musks Vermögen auf 20 Milliarden US-Dollar, womit er den 40. Platz in der Liste der wohlhabendsten Menschen belegte. Ungefähr zwei Drittel davon entfielen auf seine SpaceX-Anteile. Im Laufe des Jahres 2020 verzehnfachte sich dann der Kurs der Tesla-Aktie. Dadurch überstieg Musks Vermögen Anfang 2021 mit zirka 185 Milliarden US-Dollar das von Jeff Bezos und machte ihn erstmals zum wohlhabendsten Menschen der Welt. Durch weitere Wertsteigerungen seiner Unternehmen – unter anderem verdreifachte sich der Marktwert von SpaceX – stieg Musks Vermögen bis November 2021 auf etwa 340 Milliarden US-Dollar. Er nutzte daraufhin den hohen Börsenwert von Tesla, um durch Aktienverkäufe Kursgewinne zu realisieren. Zudem spendete er große Aktienpakete steuergünstig für wohltätige Zwecke. Nach einem vorübergehenden Einbruch auf unter 150 Milliarden Dollar erreichte Musks Vermögen im Dezember 2024 einen Höchststand von über 460 Milliarden Dollar.
Musks Besitztümer werden von seinem Family Office verwaltet, der Excession LLC. Leiter des Family Office ist der ehemalige Investmentbanker Jared Birchall, der zugleich als CEO von Neuralink fungiert.

### Spenden
Ende 2001, etwa ein halbes Jahr vor dem Verkauf seiner PayPal-Beteiligung, gründete Musk gemeinsam mit seinem Bruder Kimbal die gemeinnützige Stiftung Musk Foundation. Sie wird von ihm selbst und von Mitarbeitern seines Family Office geleitet. Die Stiftung wurde zunächst mit einigen Millionen US-Dollar ausgestattet. 2016 erhielt sie von Musk auch ein Tesla-Aktienpaket im Wert von 254 Mio. Dollar, 2021 nochmals Tesla-Aktien im Wert von 5,7 Milliarden Dollar. Von diesem Kapital vergab sie bis 2022 rund 400 Millionen Dollar an Spenden. Die größten bekannten Einzelspenden gingen an die X-Prize Foundation (100 Mio. Dollar) und an das Kinderkrankenhaus und Krebsforschungsinstitut St. Jude Children’s Research Hospital (55 Mio. Dollar). Die erstere Spende ist zweckgebunden für Projekte zur CO2-Entfernung aus der Atmosphäre. Kleinere Spenden gingen unter anderem an Naturschutzorganisationen, an die Wikimedia Foundation und an Musks Alma Mater, die University of Pennsylvania. 2023 wurde auch Musks Schulprojekt in Texas mit 100 Mio. Dollar bedacht. Zum Ende des Jahres verfügte die Stiftung über ein Vermögen von 9,5 Milliarden Dollar.
Die bislang – gemessen am Stiftungsvermögen und an Musks Vermögen – relativ geringe Spendensumme stieß auf Kritik. Zwar unterzeichnete er 2020 die Giving Pledge – eine Absichtserklärung, spätestens mit seinem Testament mehr als die Hälfte seines Vermögens gemeinnützigen Einrichtungen zu vermachen. Bis 2023 spendete er Schätzungen zufolge aber weniger als 1 % seines Vermögens, weshalb er vom Magazin Forbes den „Philanthropy Score“ 1 (von maximal 5) erhielt. Auch Walter Isaacson beobachtete eine relativ geringe Spendenbereitschaft Musks. Dieser ziehe es vor, sein Geld in seinen Unternehmen zu belassen, weil er der Ansicht sei, dass er durch das Verfolgen von deren Zielen mehr für die Menschheit tun könne.:439 Kritisiert wurde auch, dass erhebliche Spendenbeträge an Organisationen gingen, die von Musk oder ihm nahestehenden Personen kontrolliert werden, und deren Tätigkeit ihm teils einen persönlichen Nutzen bringt. Neben seinen beiden Schulprojekten betraf dies vor allem das KI-Forschungsprojekt OpenAI. Die New York Times kritisierte auch die Spende an das Kinderkrankenhaus, weil Musk damit eine Spendensammlung eines SpaceX-Kunden unterstützte.
Während des Wahlkampfs in den Vereinigten Staaten 2024 spendete Musk 288 Millionen Dollar zur Unterstützung von Donald Trump und anderen republikanischen Kandidaten. Damit war er der größte Einzelspender des gesamten Wahlkampfs.

## Politisches Wirken

### Einordnung im politischen Spektrum

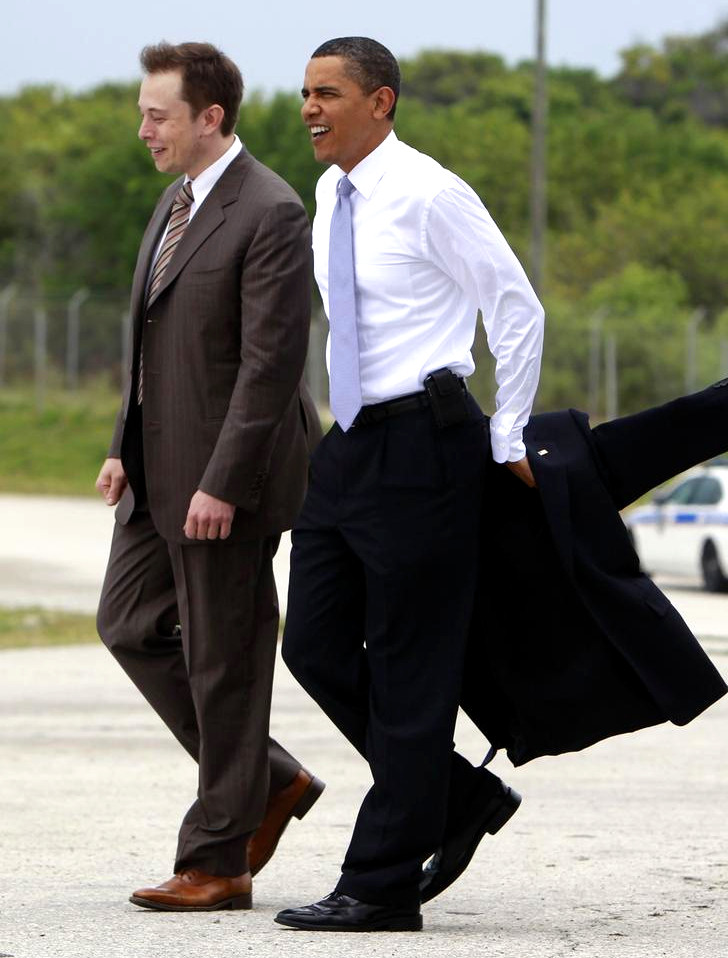
Elon Musk mit US-Präsident Barack Obama (2010)

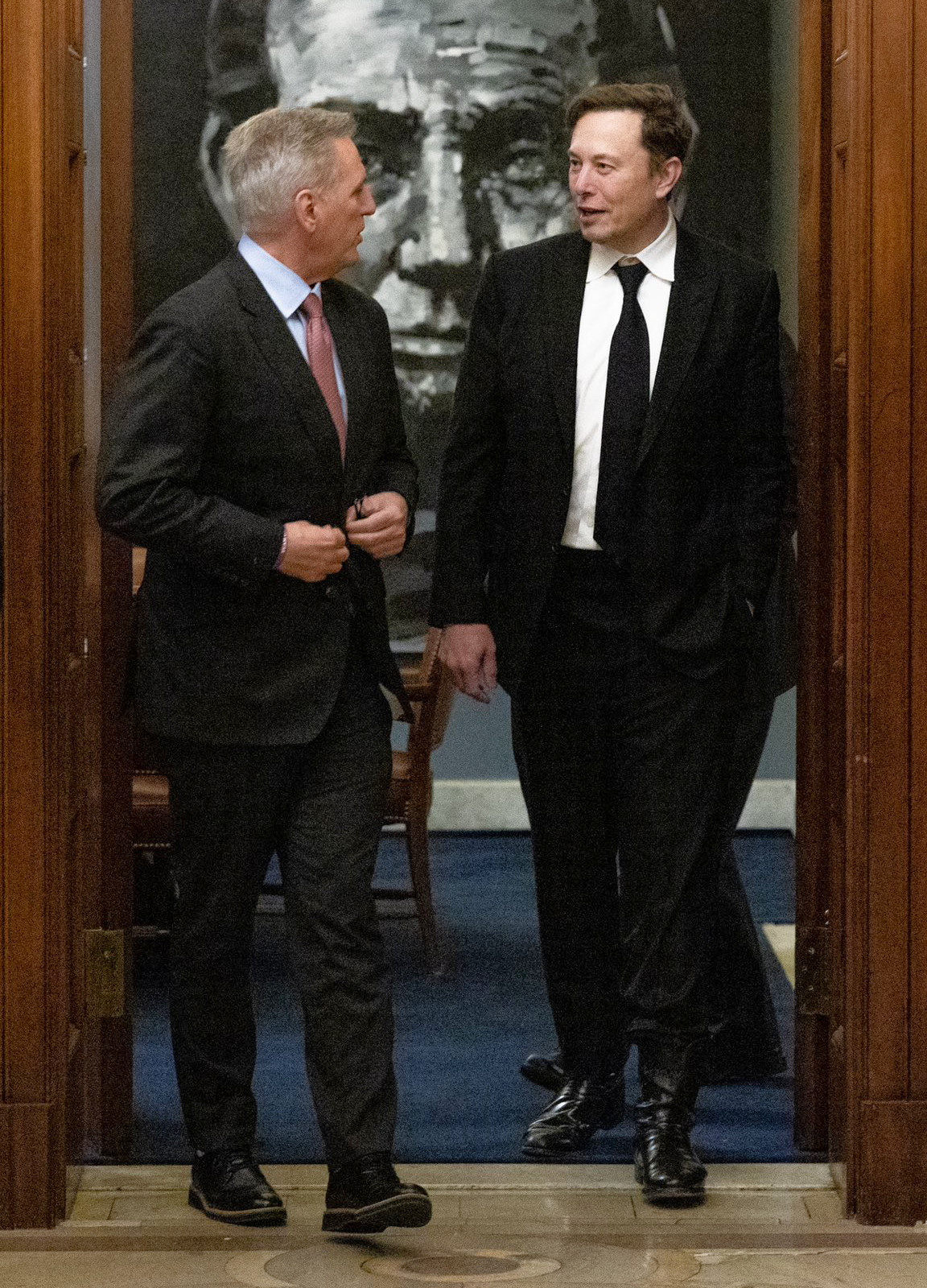
Elon Musk mit dem republikanischen Politiker Kevin McCarthy (2023)

Laut dem Biographen Walter Isaacson war Musk fiskalisch konservativ und bei gesellschaftlichen Themen zunächst liberal/progressiv eingestellt, zeigte aber auch libertären Widerstand gegen Normen und politische Korrektheit. Er spendete für den Präsidentschaftswahlkampf von Hillary Clinton und Barack Obama,:261 legte sich aber auf keine Parteizugehörigkeit fest. Musk sprach sich für ein bedingungsloses Grundeinkommen und gegen die gewerkschaftliche Organisation von Arbeitnehmern aus. Seit der Covid-19-Pandemie hätten sich seine gesellschaftlichen Ansichten dann nach und nach geändert. 2021 habe er den „Kampf“ gegen ein Phänomen aufgenommen, das er als woke-mind virus (Wokes-Denken-Virus) bezeichnet, worunter er „Exzesse von politischer Korrektheit und der woken Kultur progressiver Aktivisten für soziale Gerechtigkeit“ verstehe. Seit dem Herbst 2022 – nach der Twitter-Übernahme – wird Musk vorwiegend als politisch rechtsstehend eingeschätzt, wobei die New York Times ihn als „mehr anti-links denn ideologisch für-rechts“ bezeichnete. Seine Unterstützung einer nachhaltigen Klima- und Energiepolitik behielt er bei, jedoch unterstützt er seit 2024 auch politische Bewegungen mit gegenteiligen Zielen.
Isaacson erklärt Musks politischen Wandel mit Ereignissen, die ihn persönlich betrafen. Die zeitweise Schließung einiger seiner Tesla-Werke in den USA und China wegen der Covid-19-Pandemie – in Kalifornien waren dafür Politiker der Demokratischen Partei verantwortlich – habe ihn finanziell getroffen und seine antiautoritäre Seite hervorbrechen lassen. Eine weitere Ursache sei die Entwicklung seiner transgeschlechtlichen Tochter gewesen. Laut Musk habe auch öffentliche Kritik mehrerer demokratischer Politikerinnen wie Elizabeth Warren und Alexandria Ocasio-Cortez an ihm zu seiner politischer Wandlung beigetragen.:420 Vielfach wurde ihm seither die Verbreitung von Verschwörungstheorien vorgeworfen, insbesondere solcher gegen Politiker und die Politik der Demokratischen Partei.
Spätestens seit 2024 wird Musk auch international Nähe zum Rechtsextremismus vorgeworfen. Der Literaturwissenschaftler Adrian Daub äußerte, Musk klinge „mittlerweile weniger wie ein durchschnittlicher amerikanischer Republikaner, sondern klar rechtsradikal“. Er scheine „der Gunst einer sehr kleinen Zahl von rechtsradikalen Nutzern seiner Plattform hinterherzuhecheln“ und übernehme sein Weltbild vermehrt von verschiedenen rechten Internet-Intellektuellen. Andere Beobachter bezeichneten Musk als „rechtsextremen Aktivisten“, „Held der amerikanischen rechtsextremen Bewegung“ und „Propagandisten am rechten politischen Rand.“
Musk ist Anhänger des Longtermism, nach dem die ferne Zukunft gegenüber den aktuellen Problemen priorisiert werden solle. Er möchte damit das Fortbestehen und den Fortschritt der Menschheit sichern. Es wird allerdings vermutet, dass er den Longtermism aus Eigennutz vertritt.
Musk nannte sich selbst einen „free speech absolutist“ – jemand, der bedingungslos für das Recht auf Redefreiheit eintrete. Diesem Selbstbild steht gegenüber, dass er Nutzern von X bei antizionistischen Meinungsäußerungen mit Löschung drohte, auf kritische Meinungsäußerungen von mehreren seiner Angestellten mit deren Entlassung reagierte und einem kritischen Journalisten dessen Tesla-Fahrzeugbestellung stornierte. Zudem wurden unter Musk mehr X-Inhalte aufgrund gerichtlicher bzw. staatlicher Anforderungen zensiert oder gelöscht als zuvor.

### Politische Einflussnahme
Sein hohes Vermögen, seine Medienmacht auf der Plattform X – im Dezember 2024 folgten ihm dort 210 Millionen Benutzerkonten – und die weltweit marktbeherrschende Stellung seines Satelliteninternet-Netzwerks Starlink befähigen Musk, politischen Einfluss auszuüben. In verschiedenen Medien und durch verschiedene Politiker und Personen des öffentlichen Lebens wird Elon Musk insbesondere seit der US-Wahl 2024 als Oligarch eingeordnet, als ein solcher kritisiert oder in dem Zusammenhang mit Machtanhäufung als Bedrohung für die Demokratie beschrieben. Musk wird auch vorgeworfen, auf internationaler Ebene – neben den USA vor allem in Europa und Südamerika – rechtspopulistische und rechtsextreme Bewegungen und Personen zu unterstützen.

#### Einflussnahme durch X
Nach der Übernahme von X kündigte Musk mit Verweis auf die Redefreiheit an, alle gesperrten Benutzer wieder freizuschalten, die weder gegen Gesetze verstoßen noch Spam-Nachrichten verbreitet hatten. Die anschließend freigegebenen Teilnehmer wurden als überwiegend politisch rechtsstehend eingeschätzt, darunter auch Vertreter von Verschwörungstheorien oder rechtsextremen Standpunkten wie die Politikerin Marjorie Taylor Greene (gesperrt 2022 wegen Falschinformationen zu Covid-19-Impfstoffen), der Politiker David Duke (gesperrt 2020 wegen Hassrede) und das Project Veritas (gesperrt 2021 wegen der Veröffentlichung von Privatinformationen). Marina Weisband kritisierte daraufhin, Musk habe durch die Freischaltung solcher Benutzer den Diskurs zulasten marginalisierter Gruppen verzerrt. Die Washington Post berichtete 2023, dass beispielsweise zahlreiche Nutzer des „Black Twitter“ – eines informellen Netzwerks von Schwarzen – die Plattform verließen, nachdem es durch Musks Freischaltungen vermehrt zu rassistischen Beleidigungen gekommen war.
Musk nutzte auch seine Position im Unternehmen, um seine eigenen Beiträge sichtbarer zu machen. Andererseits setzte Twitter unter Musk deutlich mehr gerichtliche und staatliche Anforderungen um, darunter solche nach der Zensur von illegalen und regierungskritischen Inhalten. Infolge von Musks Übernahme wurde X nach Angaben westlicher Leitmedien auch zu einer Plattform für die Propaganda mehrerer autoritär geführter Staaten. Nach Angaben des Auswärtigen Amtes gab es auf X in den Jahren 2023 und 2024 mehr als 50.000 deutschsprachige Nutzerkonten und Bots, die Desinformation im Sinne der russischen Regierung verbreiteten.
Im Februar 2025 deckten X-Benutzer Falschbehauptungen über den ukrainischen Präsidenten Wolodymyr Selenskyj auf, wie sie kurz zuvor auch Donald Trump verbreitet hatte. Sie nutzten dafür die Faktencheck-Funktion Community Notes. Musk erklärte daraufhin, die Community Notes würden „zunehmend von Regierungen und ‚alten‘ Medien manipuliert“, was er „beheben“ werde.

#### Vereinigte Staaten
Der amerikanische Wirtschaftsnobelpreisträger Paul Krugman kritisierte Musk bereits 2022 als „launischen Oligarchen“. Die Soziologin Brooke Harrington stellt Musk 2024 zusammen mit Vivek Ramaswamy, Mark Andreessen, Peter Thiel und Jeff Bezos in die Reihe einer neuen Generation von Oligarchen mit einer „antidemokratischen Vision“. Ihr Ziel sei es, die USA in eine noch ungleichere Gesellschaft umzuwandeln. „Ähnlich wie in Russland nach Glasnost und dem Fall der Berliner Mauer: Eine Handvoll Personen, die unfassbar reich ist, während der Rest der Bevölkerung verarmt.“ Musk wolle anstelle der Demokratie eine Herrschaft von „mächtigen Männern“ wie ihm selbst etablieren.

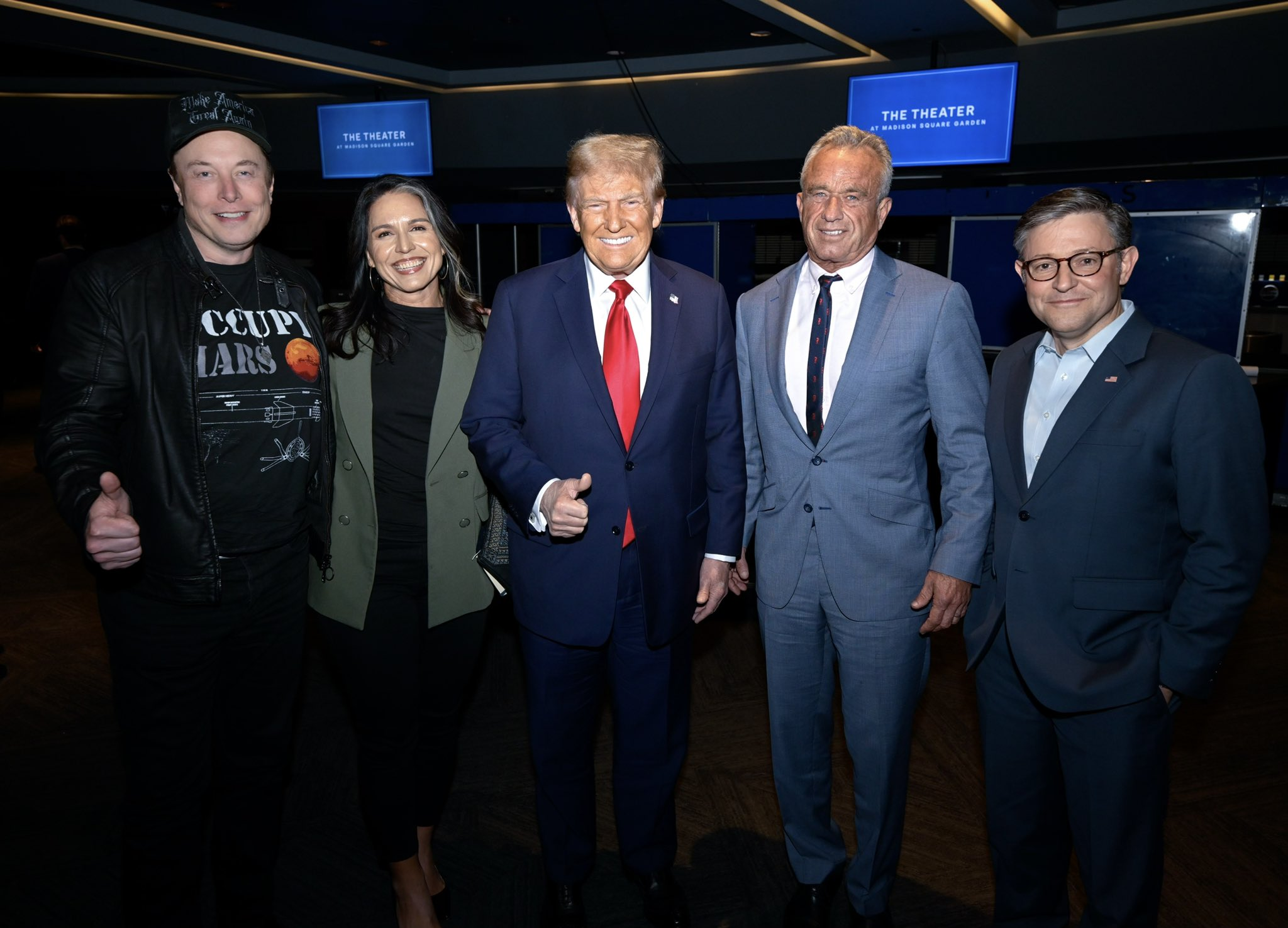
Musk im November 2024 neben Tulsi Gabbard, Donald Trump, Robert F. Kennedy Jr. und Mike Johnson (v. l. n. r.)

Nach dem Attentat auf Donald Trump im Juli 2024 sprach sich Musk für die erneute Wahl von Trump zum Präsidenten aus. Nachdem JD Vance wenige Tage später zu Trumps Running Mate ernannt worden war, warb Musk auch für diesen. Musk unterstützte fortan den Wahlkampf republikanischer Kandidaten zu den US-Wahlen 2024, unter anderem finanziell und durch Wahlkampfauftritte. Über ein von ihm mitgegründetes Political Action Committee namens America PAC und über weitere Organisationen trug er insgesamt 288 Millionen Dollar bei, was ihn zu einem der größten Einzelfinanziers in einer Präsidentschaftswahl machte. Hauptziel des PAC war die Gewinnung unentschlossener Wähler in Swing States zugunsten der Republikaner. Es beschäftigte dafür mehrere tausend Mitarbeiter. Musk spendete auch 10 Millionen Dollar an eine Organisation, die Kandidaten der Republikaner bei den Senatswahlen unterstützte.
Auf die Ankündigung, dass US-Präsident Joe Biden seine Kandidatur für eine erneute Präsidentschaft zurückziehe, äußerte Musk, dass mächtige Kreise eine Marionette („puppet“) austauschen würden und dass die neue demokratische Kandidatin Kamala Harris eine Marionette des US-amerikanischen Investors George Soros sei. In den nachfolgenden Tagen berichteten Medien über eine beschränkte Zugänglichkeit von Harris’ Account auf X, was Musk dem Verdacht der „Wahlkampfmanipulation“ aussetzte. Dieser intensivierte zeitgleich seine Äußerungen gegen Harris. Anfang Oktober 2024 behauptete Musk, die Demokraten wollten den Bürgern das Recht, Waffen zu tragen, das Recht zur freien Rede und das Recht zu wählen nehmen.
Im Oktober 2024 startete Musk eine Onlinepetition zur Unterstützung des ersten und zweiten Verfassungszusatz (Redefreiheit und das Recht, eine Waffe zu tragen). Er gab bekannt, dass jeden Tag bis zur US-Wahl eine Person ausgelost werde und eine Million US-Dollar von ihm erhalte, die die Petition unterzeichnet habe und gleichzeitig als Wähler registriert sei. Mehrere Versuche, diese Aktion gerichtlich stoppen zu lassen, scheiterten.
Ende Dezember 2024 kam es zu einem offenen Streit über H-1B-Arbeitsvisa zwischen Musk und Vivek Ramaswamy auf der einen und traditionellen Protagonisten der MAGA-Bewegung wie Steve Bannon und Laura Loomer auf der anderen Seite. Donald Trump, der sich zuvor gegen die Erteilung von H-1B-Visa ausgesprochen hatte, stellte sich daraufhin auf Musks Seite und erklärte: „Ich habe die Visa immer gemocht, ich war immer für diese Visa“.
Im Frühjahr 2025 scheiterte Musk mit dem Versuch, die Wahl einer liberalen Richterin in den Obersten Gerichtshof von Wisconsin zu verhindern. Er unterstützte mit mehr als 20 Millionen Dollar den Wahlkampf eines konservativen Richters, der die Wahl verlor.
Im Juni 2025 engagierte sich Musk gegen den Gesetzesentwurf One Big Beautiful Bill Act der Trump-Regierung, weil dieser die US-Staatsverschuldung erhöhe und der Industrie für erneuerbare Energien schade. Unter anderem drohte er damit, sich für die Abwahl republikanischer Abgeordneter einzusetzen, die dem Gesetz zustimmen. Zudem drohte er den Republikanern mit der Gründung einer neuen Partei namens „America Party“. Nach der Verabschiedung des Gesetzes am 4. Juli 2025 leitete Musk die Parteigründung ein.

#### Ukraine

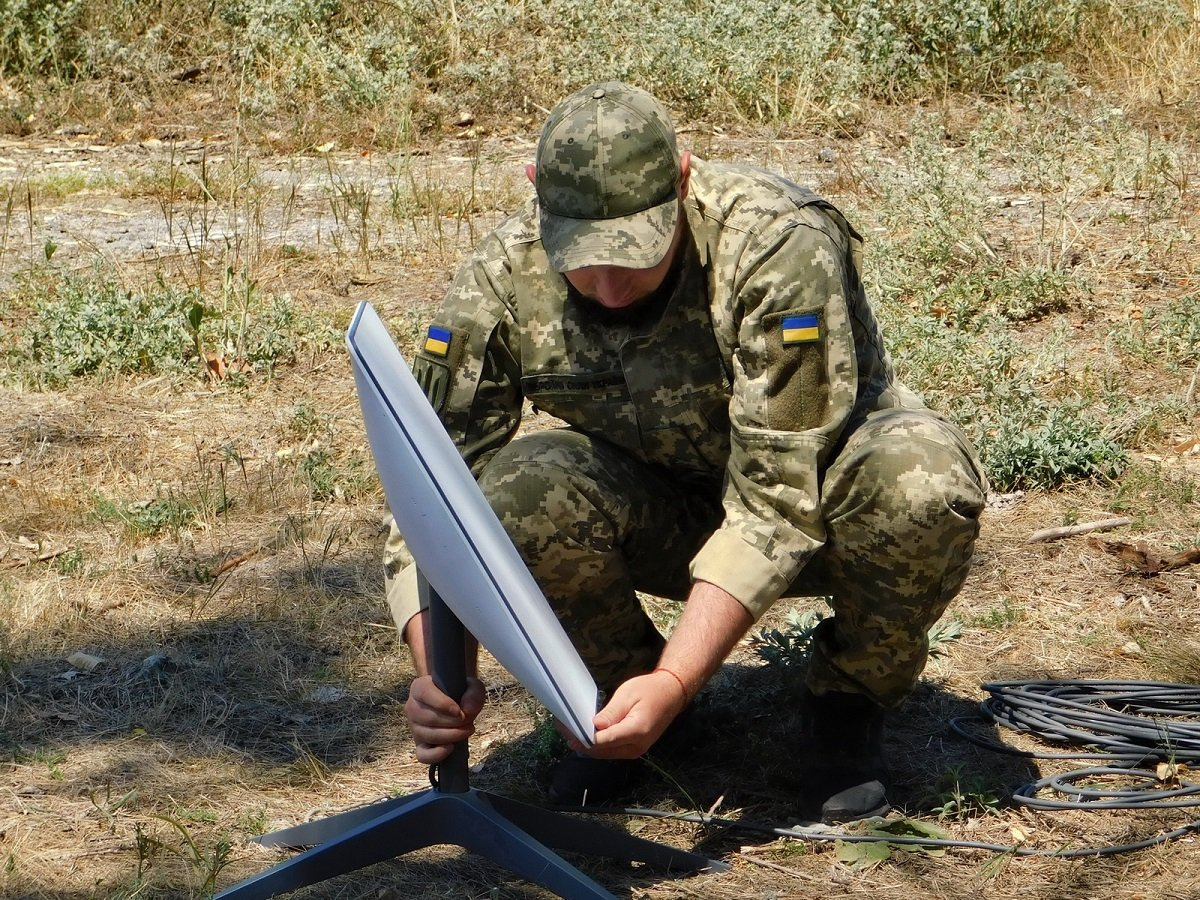
Ein ukrainischer Soldat installiert ein Starlink-Terminal (Juli 2022)

Nach Beginn des russischen Angriffs auf die Ukraine im Februar 2022 stellte SpaceX der Ukraine kostenlos Starlink-Systeme zur Verfügung, um die Kommunikation in dem Land aufrechtzuerhalten. Präsident Selenskyj dankte Musk für seine Unterstützung der Ukraine. Die Kosten für diese Starlink-Spende stiegen nach Angaben von SpaceX innerhalb eines halben Jahres auf etwa 20 Millionen US-Dollar pro Monat. Daraufhin wandte sich das Unternehmen im September 2022 mit der Forderung an das Pentagon, die Finanzierung zu übernehmen. Die Behörde sah sich gezwungen, mit Musk über die weitere Bereitstellung von Starlink in der Ukraine zu verhandeln. US-Militärs zeigten sich frustriert und besorgt über diese Abhängigkeit von einer Privatperson. Im selben Monat weigerte sich Musk, Starlink in der Umgebung der Krim für einen ukrainischen Angriff auf russische Kriegsschiffe freizuschalten, weil er russische Drohungen ernstnahm, Angriffe auf die Krim mit Nuklearschlägen zu vergelten.:430f Auch in weiteren Fällen soll die Starlink-Nutzung in der Ukraine eingeschränkt worden sein.
Im März 2025 schrieb Musk auf X, die gesamte Frontlinie der ukrainischen Armee würde zusammenbrechen, wenn er „sein“ Starlink-System abschalten würde.

#### Deutschland
Musk fiel erstmals am 29. September 2023 mit einem Tweet zur deutschen Politik auf. Drei Tage zuvor hatte er sich in die Debatte zur Einwanderung über Mexiko in die USA eingemischt und Donald Trumps Forderung nach dem Bau einer Grenzmauer unterstützt. Nun kritisierte er auch die deutsche Migrationspolitik, indem er auf einen Beitrag zur Finanzierung von Seenotrettung im Mittelmeer hinwies, der zur Wahl der AfD aufrief, „um diesen europäischen Suizid zu stoppen“. Das Auswärtige Amt antwortete auf Musks Kommentar mit „man nennt es Leben-retten“, wodurch Musks Tweet in Europa und im Nahen Osten bekannt wurde.
2024 kommentierte Musk auf X einen Tweet von Björn Höcke, was eine Reichweitensteigerung des Tweets zur Folge hatte. In einer Antwort auf die rechtsextreme Aktivistin Naomi Seibt, die für die AfD geworben hatte, behauptete Musk, dass die politischen Positionen der AfD nicht extremistisch klängen.
Im Vorfeld der Bundestagswahl 2025 sprach Musk auf X erneut eine Wahlempfehlung für die AfD aus und bezog sich dabei erneut auf einen Videoclip von Seibt. Gut eine Woche später, Ende Dezember 2024, schrieb er in einem Gastbeitrag in der Welt am Sonntag, die AfD sei „der letzte Funke Hoffnung für dieses Land“. Die Darstellung der AfD als rechtsextrem sei „eindeutig falsch“. In einem direkt daneben platzierten Beitrag widersprach Jan Philipp Burgard, der kurz danach Chefredakteur der Welt wurde: Musks Analyse der Lage Deutschlands sei korrekt, doch „sein Therapieansatz [...] fatal falsch“. Sowohl redaktionsintern als auch von verschiedenen Politikern gab es Kritik an Musk sowie an der Welt-Gruppe, die den Gastbeitrag abdruckte. Der Spiegel bewertete dies als eine neue Art der politischen Einflussnahme. Der Ökonom Maurice Höfgen spekulierte in der Berliner Zeitung, Musk würde die AfD möglicherweise aus ökonomischem Eigennutz bewerben. Die Forderungen der AfD, insbesondere nach einem „Dexit“ und Wiedereinführung der D-Mark, würden vor allem den USA und den Vorstellungen Trumps sowie Musks Unternehmen Tesla nützen, indem deutsche Produkte auf dem Weltmarkt verteuert würden und in der Folge Industrien aus Deutschland in andere Länder (etwa in die USA) abwandern würden.
Nach dem Anschlag auf den Magdeburger Weihnachtsmarkt am 20. Dezember 2024 forderte Musk Bundeskanzler Olaf Scholz (SPD) online bzw. über X zum Rücktritt auf und beschimpfte ihn als „unfähigen Dummkopf“ sowie Bundespräsident Frank-Walter Steinmeier als „antidemokratischen Tyrannen“. Im Januar 2025 beteiligte sich Musk mit einer Live-Video-Zuschaltung an einer Wahlkampfveranstaltung der AfD, bei der er sich positiv über die Partei äußerte, ihr seine Unterstützung zusicherte und sagte, es gebe in Deutschland „zu viel Fokus auf vergangener Schuld“. In Berlin demonstrierten zeitgleich mehrere zehntausend Menschen gegen einen Rechtsruck in der Gesellschaft, wobei sie sich auch auf Musks Einfluss auf die Politik bezogen.

#### Großbritannien
Im November 2024 kommentierte Musk eine Petition, in der eine erneute Parlamentswahl im Vereinigten Königreich gefordert wird, mit den Worten, Großbritannien sei ein „tyrannischer Polizeistaat“. Im Dezember traf er sich dann mit dem Rechtspopulisten Nigel Farage und sprach mit ihm über eine mögliche Großspende für dessen UKIP-Partei.
Anfang 2025 setzte Musk sich für eine Freilassung des inhaftierten rechtsextremen und islamfeindlichen Aktivisten Tommy Robinson ein. Unter anderem teilte er X-Beiträge, in denen Robinson als „politischer Gefangener“ bezeichnet wird. Unmittelbar darauf warf er dem britischen Premierminister Keir Starmer wiederholt und kampagnenartig vor, als Leiter der britischen Staatsanwaltschaft in den 2010er Jahren in den „Grooming-Gang-Skandal“ verwickelt gewesen zu sein. Damals war sexuelle Ausbeutung junger Mädchen durch organisierte Gruppen überwiegend pakistanischer Herkunft, insbesondere in Rotherham und in Rochdale, von den Behörden unter anderem aus Angst vor Rassismusvorwürfen nicht ausreichend verfolgt worden. Die Verschwörungstheorie zu Starmer kursierte bis dahin vor allem im Umfeld Robinsons, aus dem Musk die Vorwürfe mutmaßlich bezogen hatte.

### Tätigkeit für die US-Regierung

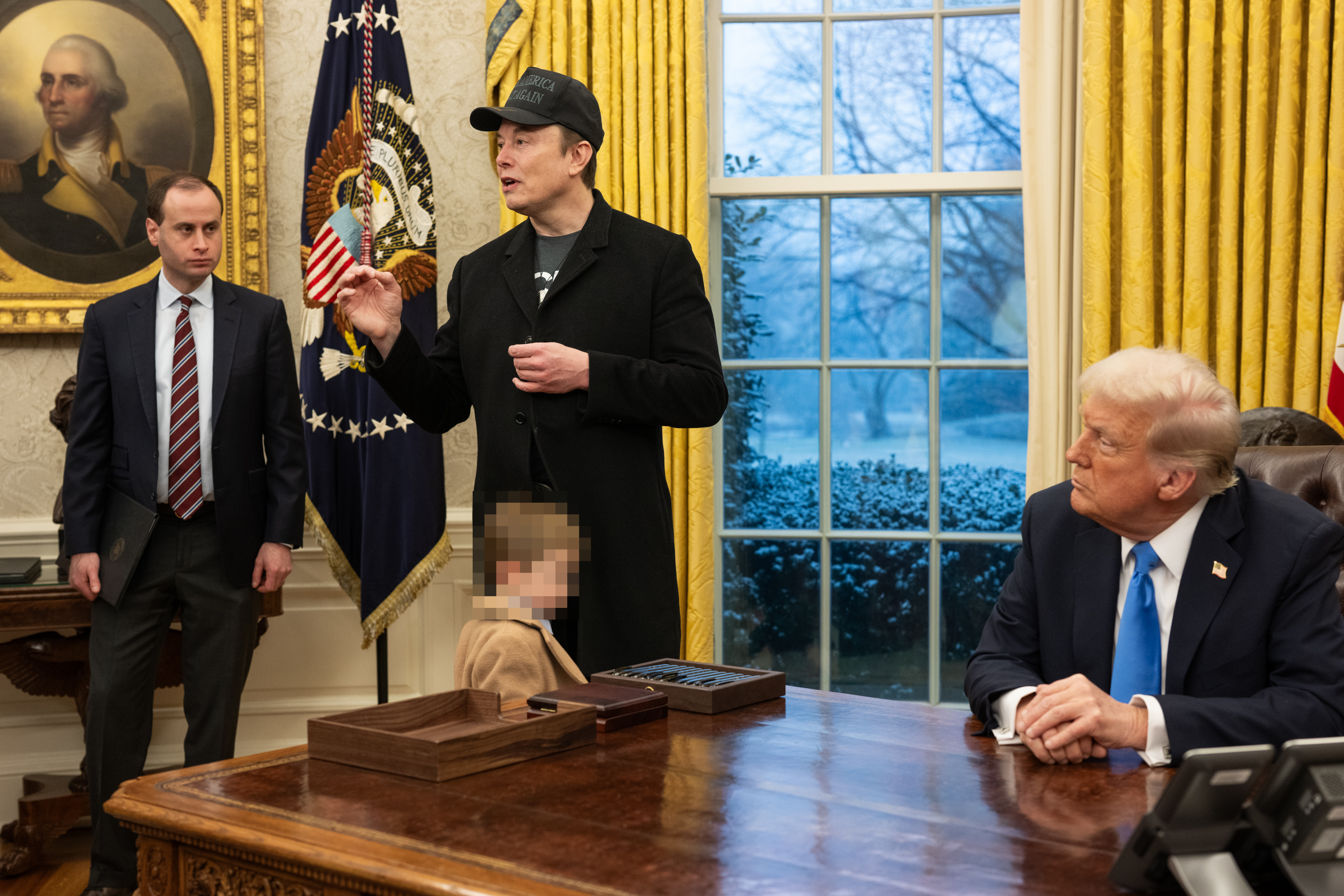
Elon Musk während einer Pressekonferenz zur DOGE-Tätigkeit im Weißen Haus (Februar 2025)

Im August 2024 schlug Musk in einem Gespräch mit dem Präsidentschaftskandidaten Donald Trump vor, eine „Regierungseffizienzkommission“ einzurichten, die Vorschläge zur Senkung der US-amerikanischen Staatsausgaben machen solle. Trump griff diese Idee auf und nominierte Musk als Leiter eines neu einzurichtenden Department of Government Efficiency (DOGE). Dies stieß auf Bedenken wegen möglicher Interessenkonflikte Musks als Unternehmer. Vielfach wurde die Ernennung Musks durch Trump als ein Schritt zur Umwandlung der US-amerikanischen Demokratie in eine Oligarchie kritisiert.
Nach seiner Amtseinführung im Januar 2025 richtete Trump das DOGE ein und verschaffte Musk den Status eines unbezahlten Regierungs-Sonderangestellten. Dieser Status ermöglicht eine Mitarbeit in der Regierung für bis zu 130 Tage innerhalb eines Jahres. Auf Interessenkonflikte solle Musk selbst achten. Trump stellte Musk als verantwortlichen Leiter des DOGE dar, obwohl Musk diese Organisation laut offizieller Regierungsangaben weder leitete noch deren Angestellter war. Zu den ersten Aktivitäten des DOGE zählte die Einleitung eines drastischen Stellenabbaus bei US-Behörden.

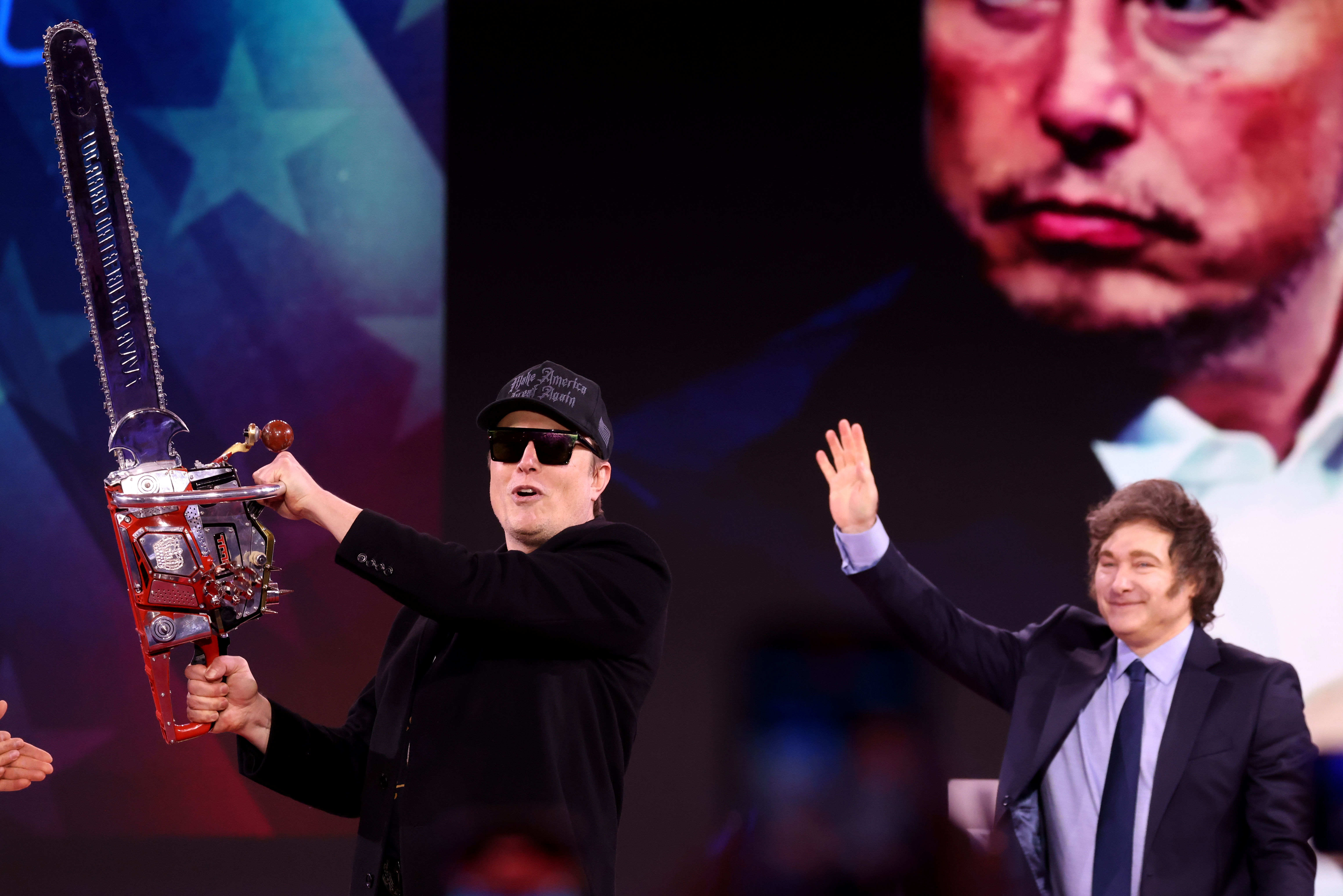
Musk präsentiert eine Kettensäge von Javier Milei (rechts im Bild), die radikales Zurechtstutzen des Staats symbolisieren soll

Musks Tätigkeit für die US-Regierung stieß auf gemischte Reaktionen. Von Anhängern der Republikaner wurde sie zunächst überwiegend befürwortet, von Demokraten überwiegend abgelehnt. In rechtsextremen Online-Communities äußerten sich Mitglieder enthusiastisch über Musks Rolle. Timotheus Höttges, Vorstandsvorsitzender der Deutschen Telekom, sieht Musks radikales Vorgehen mit DOGE als vorbildlich für einen nötigen Bürokratieabbau in Europa. Die Meinungsredaktion der New York Times kritisierte hingegen, dass Musk mit Trumps Rückendeckung den Rechtsstaat angreife. Er gehe wie beim Management seiner Unternehmen vor und zeige wenig Verständnis für die Bedeutung und Erfordernisse der Regierung. Unter Mitwirkung des DOGE begann eine Massenentlassung von Staatsbediensteten, was zu Unmut in Teilen der Bevölkerung und zu Konflikten innerhalb der Regierung führte. Donald Trump bemühte sich daraufhin, die Befugnisse von Musk und DOGE zurechtzustutzen. Aus Protest gegen Musks Wirken bildete sich eine Bewegung mit dem Motto „Tesla Takedown“ (Tesla-Sturz), die Demonstrationen an Tesla-Verkaufsniederlassungen veranstaltet. Auch die durch DOGE angestoßenen radikalen Kürzungen im Bereich der Entwicklungshilfe wurden kritisiert; nach Schätzungen der Forscherin Brooke Nichols lag die Zahl der dadurch bis Mai 2025 „verursachten“ Tode bei 300.000.
CNN erklärte Musks Bestrebungen, insbesondere den Sozialstaat abzubauen, mit einem Mangel an Empathie, wie er ihn auch gegenüber den Angestellten seiner Unternehmen zeige. Musk betrachte Empathie als hinderlich beim Verfolgen seiner langfristigen Ziele, weil sie Kosten verursache; er bezeichnete sie als „fundamentale Schwäche der westlichen Zivilisation“.
Musks offizielle Tätigkeit für die US-Regierung endete mit Ablauf der 130-Tages-Frist am 30. Mai 2025.

### Kontakte nach Russland
Laut einem Bericht des Wall Street Journal im Oktober 2024 soll Musk seit Ende 2022 regelmäßig Kontakt zum russischen Präsidenten Wladimir Putin gehabt haben. Es sei dabei um geopolitische, geschäftliche und persönliche Themen gegangen. In einem der Gespräche habe Putin Chinas Bitte übermittelt, Starlink nicht über Taiwan zu aktivieren. Die chinesische Botschaft in den USA erklärte, man kenne keine Details zu solchen Ersuchen. Das russische Präsidialamt wies den Bericht zurück, es seien alles „unwahre, absolut falsche Informationen, die im WSJ veröffentlicht wurden“. Putin habe lediglich „einen Kontakt“ vor 2022 am Telefon mit Musk gehabt, in dem es um Weltraum und Zukunftstechnologien gegangen sei, so der Kreml-Sprecher.

### Politische Positionen

#### Klimawandel
Musk engagiert sich bereits in seiner Jugend für einen Umstieg von fossilen auf erneuerbare Energien.:49,60 Er hält es für notwendig, über Klimaneutralität hinaus auch negative Emissionen zu erreichen. Um dies zu fördern, initiierte er mit der X-Prize Foundation den Carbon Removal X-Prize und lobte Preisgelder von 100 Millionen US-Dollar für die Entwicklung von Technologien aus, um große Mengen von CO2 aus der Atmosphäre zu entfernen. Der Wettbewerb startete 2021 und wurde zunächst auf fünf Jahre Dauer ausgelegt.
In der Anfangszeit der Regierung Trump I war Musk Mitglied in zwei von deren Beratergremien zu Wirtschaftsfragen. Nachdem Trump entschied, dass die USA sich aus dem Klimaschutzübereinkommen von Paris zurückziehen werden, trat Musk aus den Gremien aus, weil Trumps Entscheidung nicht mit seinen Prinzipien vereinbar sei. Der Klimawandel sei real, und das Pariser Abkommen zu verlassen sei „nicht gut für Amerika oder die Welt“. Der Regierung Biden empfahl er die Einführung einer CO2-Steuer.
Vielfach kritisiert wurde der CO2-Ausstoß von Musks Privat- und Firmenjets. Laut Auswertungen der Denkfabrik Institute for Policy Studies legte er damit im Jahr 2022 eine größere Strecke zurück als jeder andere US-amerikanische Privatjetbesitzer. Er habe dadurch 2112 Tonnen CO2 produziert, was dem 132-fachen der durchschnittlichen CO2-Bilanz eines US-Bürgers entspreche. 2023 erhöhte sich der Ausstoß seiner Jets auf 5159 Tonnen CO2. 2024 waren es 4000 Tonnen.

#### Künstliche Intelligenz
Siehe auch: Abschnitte OpenAI und xAI
2012 investierte Musk in das KI-Unternehmen DeepMind und bekam Einblick in die Forschung und technologische Entwicklung zur künstlichen Intelligenz.:240f Seitdem warnte er wiederholt vor Gefahren durch KI. Sie sei eine der größten existenziellen Bedrohungen für die Menschheit und könne zu einem „unsterblichen Diktator“ werden, „dem wir nie mehr entkommen können“. Verschiedene KI-Experten und -Unternehmer kritisierten diese und ähnliche Warnungen als überzogen, unverantwortlich oder Panikmache. Im März 2024 bezifferte Musk das Risiko einer Auslöschung der Menschheit durch KI auf etwa 10 bis 20 Prozent, was im Rahmen der Schätzungen von KI-Forschern lag.

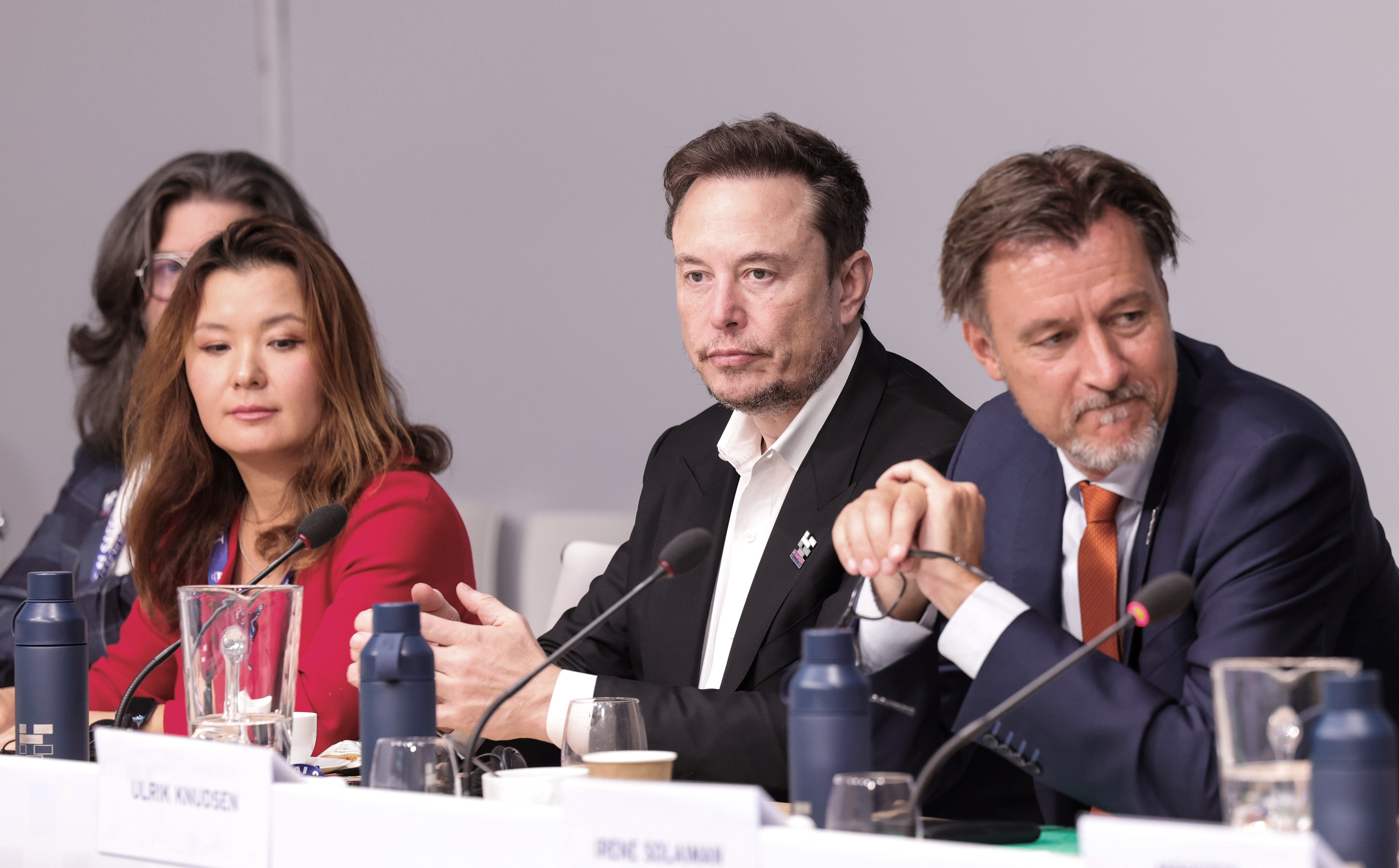
Elon Musk auf einer Tagung der britischen Regierung zur KI-Sicherheit (2023)

Seit 2015 betreibt Musk auch Lobbying für das Thema KI-Sicherheit und für staatliche KI-Regulierung. Gemeinsam mit Stephen Hawking und mehreren dutzend KI-Experten unterzeichnete er einen offenen Brief, der dazu aufrief, die gesellschaftlichen Risiken von künstlicher Intelligenz zu untersuchen. Danach versuchte er erfolglos, das Interesse von US-Präsident Barack Obama an einer KI-Regulierung zu wecken.:242 Bei einer Zusammenkunft der National Governors Association im Jahr 2017 warnte er, eine Bedrohung durch KI könne schneller entstehen, als Kontrollinstanzen geschaffen werden könnten; daher sei vorausschauendes Handeln nötig.
2023 unterzeichnete Musk mit etwa 1800 anderen KI-Experten einen weiteren offenen Brief, der zu einer Pause bei der Entwicklung leistungsfähiger KI-Systeme wie ChatGPT 4 aufrief. Es bestehe ein unkalkulierbares Risiko, dass diese Systeme außer Kontrolle geraten. Zudem sagte er voraus, KI werde künftig die Intelligenz der Menschen überschreiten. Sie werde letztlich auch alle bislang von Menschen ausgeübten Tätigkeiten übernehmen können, so dass niemand mehr arbeiten müsse.

#### Bevölkerungspolitik
Bereits 2015 nahm Musk an, dass es in Industriestaaten mit niedrigen Geburtenraten wie Japan, China und einigen europäischen Ländern zu einer „demografischen Implosion“ kommen werde.:357 Seit 2021 äußerte er wiederholt die Ansicht, dass weltweit wegen zu niedriger Geburtenraten ein „Kollaps“ der Einwohnerzahlen drohe. Dies stelle eine größere Bedrohung für die Menschheit dar als der Klimawandel. Mehrere Forscher und andere Experten widersprachen dieser Einschätzung. Bis zum Ende des 21. Jahrhunderts sei mit einem globalen Bevölkerungswachstum zu rechnen, und es drohe kein Kollaps.
Einhergehend mit seiner Furcht vor einem drastischen Bevölkerungsrückgang vertritt Musk einen pronatalistischen Standpunkt. Auf dem jährlich im Dezember stattfindenden Atreju-Festival der rechtsnationalen italienischen Partei Fratelli d’Italia rief er 2023 die Bevölkerung und die Regierenden der Industriestaaten dazu auf, für eine höhere Geburtenrate zu sorgen; es drohe sonst ein Aussterben der italienischen, der japanischen und der französischen Kultur. Er sprach sich gegen Empfängnisverhütung und Abtreibung aus, weil diese das Risiko eines Zusammenbruchs der Zivilisation erhöhen würden.

#### COVID-19-Pandemie

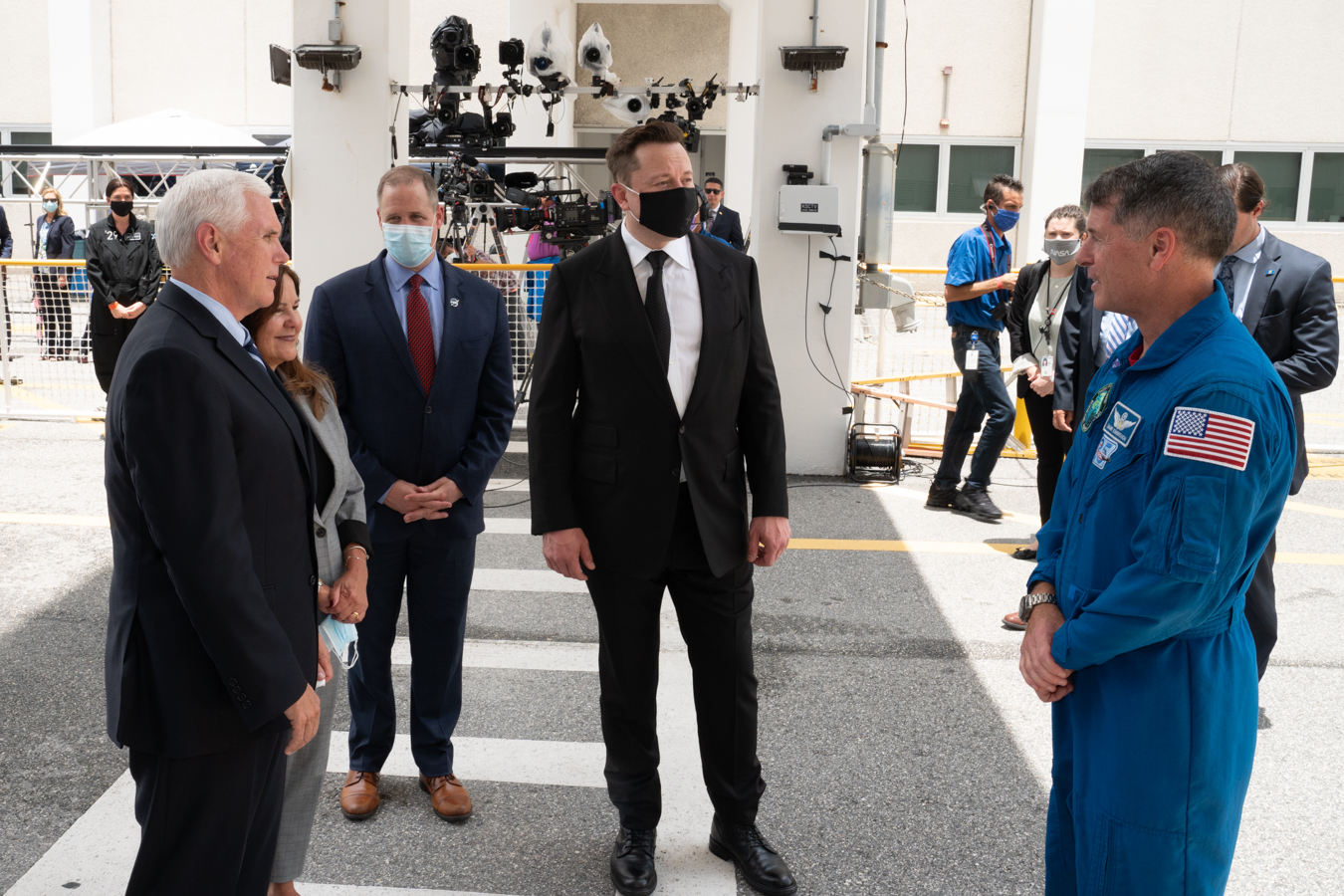
Mike Pence, Jim Bridenstine, Elon Musk und Shane Kimbrough am Kennedy Space Center (Mai 2020)

Im Zuge staatlicher Maßnahmen zur Eindämmung der COVID-19-Pandemie wurden im Frühjahr 2020 die Tesla-Fabrik in China und das Hauptwerk in Fremont in Kalifornien geschlossen. Musk bezeichnete dies – insbesondere in Bezug auf das Alameda County, in dem Fremont liegt – als „faschistisch“ und „undemokratisch“ und klagte gegen die Fabrikschließung in den USA.:417 Im Mai 2020 kündigte er an, das Werk in Fremont wieder zu öffnen, auch wenn er deswegen verhaftet würde. Kurz darauf erhielt er die Genehmigung, die Produktion unter bestimmten Hygieneschutzmaßnahmen wieder aufzunehmen.:417 Im selben Monat kündigte er an, den Firmensitz von Tesla wegen der Corona-Beschränkungen in Kalifornien und einer „ignoranten“ Gesundheitsbeauftragten nach Texas oder Nevada zu verlegen. Zudem drohte er mit dem Abzug der Produktion aus Kalifornien. Er begründete dies damit, dass Tesla als einzigem Autohersteller in den USA die Wiederaufnahme des Betriebs untersagt worden sei. Tesla wählte daraufhin Texas als Standort für die neue Fabrik Gigafactory 5 und verlegte den Firmensitz dorthin, nutzt aber weiterhin den Verwaltungsstandort in Kalifornien und weitete die Entwicklungstätigkeit und Produktion in Kalifornien aus.
Bereits in der Anfangszeit der Pandemie verbreitete Musk falsche und irreführende Informationen zu COVID-19. Im weiteren Verlauf zeigte er sich Impfungen gegenüber aufgeschlossen und ließ sich selbst mehrfach gegen COVID-19 impfen, sprach sich aber vehement gegen eine Impfpflicht aus. Ende 2022 erlaubte er die Veröffentlichung von Falschinformationen zu COVID-19 auf Twitter, und 2023 teilte er dort selbst falsche und irreführenden Informationen zu COVID-19-Impfstoffen.

#### Ukraine-Krieg
Im Oktober 2022 schlug Musk auf Twitter einen Friedensplan für die Ukraine vor. Die Krim solle Russland zugeschlagen werden und die Ukraine neutral bleiben, d. h. nicht der NATO beitreten. Er halte einen Sieg der Ukraine für unwahrscheinlich, da Russland dreimal so viele Einwohner habe. Die Ukraine solle sich daher um Frieden bemühen. Diese Äußerungen Musks riefen große Verärgerung in der Ukraine und Zustimmung seitens der russischen Regierung hervor.
Im Februar 2024 erklärte Musk, die USA sollten ihre Unterstützung der Ukraine beenden, damit der Krieg schneller zu Ende gehe. Ein Jahr darauf unterstützte er die Aussage von Donald Trump, der ukrainische Präsident Wolodymyr Selenskyj sei ein „Diktator“. Ungeachtet von Umfragedaten, die Selenskyj eine Zustimmung von 57 Prozent attestieren, behauptete Musk, der ukrainische Präsident werde von seinem Volk „verachtet“ und weigere sich daher, Wahlen abzuhalten. Zudem schrieb Musk von einer „abscheulichen, massiven Transplantationsmaschinerie, die sich von den Leichen ukrainischer Soldaten ernährt“.

#### Diversität, Gleichbehandlung und Inklusion
Musk ist der Ansicht, dass Menschen alleine an ihren Leistungen gemessen werden sollten. Er warnte vor einer „Anti-Meritokratie“ und lehnt es ab, in der Arbeitswelt und anderen gesellschaftlichen Zusammenhängen jegliche anderen Kriterien wie zum Beispiel Geschlecht oder Ethnie eines Menschen zu berücksichtigen. Initiativen für „Diversity, equity, and inclusion“ (DEI), welche die Diversität, Gleichbehandlung und Inklusion am Arbeitsplatz voranbringen sollen, indem unterrepräsentierte oder als benachteiligt angesehene Gruppen gefördert werden, lehnt er mit dem Vorwurf ab, es handle sich dabei um umgekehrte Diskriminierung. Insbesondere sprach er von umgekehrtem Rassismus und Rassismus gegen Weiße. Musk bezichtigte insbesondere Medien und Bildungseinrichtungen in den USA, „rassistisch gegenüber Weißen und Asiaten“ zu sein. Auf X verbreitete er falsche oder irreführende Behauptungen über DEI-Initiativen.
2023 äußerte Musk die Ansicht, dass „schwerwiegende, irreversible“ geschlechtsangleichende Maßnahmen bei Kindern – in anderem Zusammenhang sprach er von „Sterilisation und Verstümmelung“ – unter Strafe gestellt werden müssten, was als Anti-Trans-Einstellung kritisiert wurde. Mehrfach sprach sich Musk auch gegen die Verwendung spezieller nichtbinärer Geschlechtspronomen aus.

#### US-Einwanderungs- und Außenpolitik
Im September 2023 begann Musk, sich an der Debatte um die zunehmende Einwanderung aus und über Mexiko in die Vereinigten Staaten zu beteiligen. Er sei selbst Einwanderer und befürworte eine starke Ausweitung der Einwanderung von „hart arbeitenden und ehrlichen“ Menschen, sprach sich aber auch für striktere Maßnahmen der US-Regierung gegen illegale Einwanderung aus, weil sonst die Sozialsysteme der USA zusammenbrechen würden. Zudem schloss er sich Donald Trumps Forderung nach dem Bau einer Grenzwand an.
Seit 2024 vertritt Musk die Ansicht, dass die Regierung unter Joe Biden illegale Einwanderung über Mexiko in die USA gefördert und Abschiebungen verhindert habe, um neue demokratische Wähler zu gewinnen und die Chancen für eine Wiederwahl Bidens zu verbessern. Er schloss sich auch der Verschwörungstheorie an, die Biden-Administration habe Einwanderer ohne Aufenthaltserlaubnis einbürgern wollen. Zudem suggerierte er, dass Migranten Terroranschläge in den USA planen könnten.
Im Januar 2025 unterstützte Musk die Forderung von Donald Trump, Kanada als 51. Bundesstaat in die USA einzugliedern, indem er Kanadas Ministerpräsidenten Justin Trudeau governor nannte. Durch Letzteres sprach Musk nach Darstellung des Tagesspiegel Kanada die Souveränität ab. Im März 2025 schloss er sich auch der Forderung eines X-Benutzers und Unterstützers von Trump an, die Vereinigten Staaten sollten sowohl aus der NATO als auch aus den Vereinten Nationen austreten.

#### Judentum und Israel
Im November 2023 löste Musk einen Skandal aus, indem er auf X einem Beitrag mit der Behauptung, jüdische Gemeinschaften würden Hass gegen Weiße verbreiten, mit den Worten „Sie haben die tatsächliche Wahrheit gesagt“ (You have said the actual truth) zustimmte. In einem weiteren Tweet relativierte er seine Aussage, indem er sie auf die Anti-Defamation League (ADL) bezog, mit der er bereits seit einer Weile im Streit lag. Er sei sehr beleidigt durch die „Förderung von anti-weißem Rassismus“ durch die ADL und jegliche andere Gruppen. Diese Tweets wurden vielfach als Verbreitung einer antisemitischen Verschwörungstheorie aufgefasst. Ein Sprecher des US-Präsidenten Joe Biden verurteilte Musks Aussagen „aufs Schärfste“ als „verabscheuungswürdige Förderung von antisemitischem und rassistischem Hass, die unseren Grundwerten als Amerikaner zuwiderläuft“.

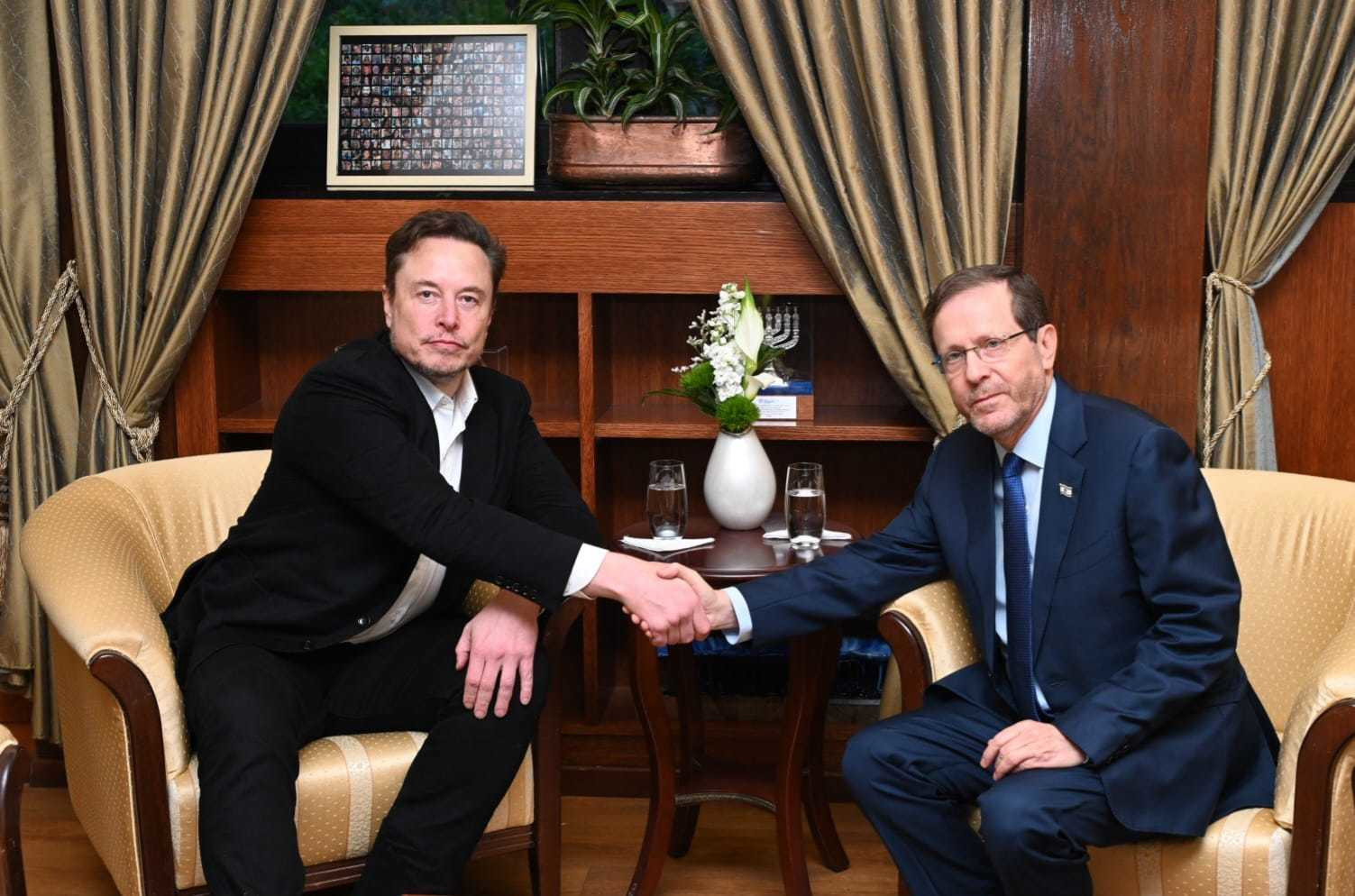
Musk mit dem israelischen Staatspräsidenten Jitzchak Herzog (November 2023)

Eine Woche darauf reiste Musk nach Israel. Gemeinsam mit dem israelischen Ministerpräsidenten Benjamin Netanjahu besuchte er den Kibbuz Kfar Aza, der von der Hamas terrorisiert worden war. In Verhandlungen mit der israelischen Regierung erwirkte er die Erlaubnis, das Starlink-System seines Unternehmens SpaceX für den Gazastreifen freizuschalten. Es sollte einen Ersatz für kriegsbedingt ausgefallene Internetverbindungen bieten. Zudem kündigte er an, den Wiederaufbau des Gazastreifens zu unterstützen. Nach seiner Rückkehr entschuldigte er sich für seinen Tweet mit dem Inhalt „You have said the actual truth“; es könne der „schlimmste und dümmste“ seiner bis dahin etwa 30.000 Twitter-Beiträge gewesen sein. Außerdem drohte er Benutzerkonten auf X mit Löschung, falls diese den antizionistischen Kampfbegriff „From the River to the Sea, Palestine will be free“ äußern.
Nachdem Musk – nach Einschätzung von Beobachtern als Reaktion auf die Antisemitismusvorwürfe – auch die KZ-Gedenkstätte Auschwitz besucht hatte, erklärte er im Gespräch mit Ben Shapiro, er habe überwiegend jüdische Freunde. In Südafrika habe er eine jüdische Vorschule besucht und Einiges getan, was „man (als Jude) so tun muss“, infolgedessen sei er „aspirationally Jewish“ (deutsch etwa: „angestrebt jüdisch“).
Mehrfach griff Musk Verschwörungstheorien über den jüdischen Investor und Milliardär George Soros auf, welche als antisemitisch angesehen werden.

## Weitere Kontroversen und Kritik

### Höhlenrettung in Thailand
Im Juli 2018 ließ Musk von Mitarbeitern seiner Unternehmen SpaceX und The Boring Company ein Mini-U-Boot anfertigen, das er zur Personenrettung während der Rettungsaktion in der Tham-Luang-Höhle anbot. Nachdem Mitglieder des Rettungsteams Interesse an dem Boot bekundet hatten, brachten Musk und seine Ingenieure es zu der Höhle. Als der Leiter des Rettungsteams – ein thailändischer Geodät und Gouverneur – das U-Boot dann als ungeeignet ablehnte, stellte Musk auf Twitter dessen Expertise in Frage.:288f Ein Taucher des Teams bezeichnete Musks Hilfsangebot daraufhin während eines Fernsehinterviews als „PR-Stunt“ – Musk könne sich „sein U-Boot dahin stecken, wo es weh tut“ –, woraufhin Musk ihn auf Twitter einen „pedo guy“ (dt. „Pädo-Kerl“) nannte und einer Journalistin später mitteilte, der Taucher sei ein Kindervergewaltiger. Der Taucher verklagte Musk wegen der Twitter-Äußerung auf 145 Millionen britische Pfund (etwa 165 Mio. Euro) Schmerzensgeld, scheiterte damit jedoch vor Gericht. Die Geschworenen sprachen Musk, der sich auf Twitter und vor Gericht entschuldigt und den inkriminierenden Tweet gelöscht hatte, einstimmig vom Vorwurf der Verleumdung frei. Zuvor hatte bereits der König von Thailand Musk neben 186 weiteren Personen die „Höchstgepriesene königliche Auszeichnung Direkgunabhorn“ für seinen Beitrag zu der Rettungsaktion verliehen.

### Verkauf von Flammenwerfern

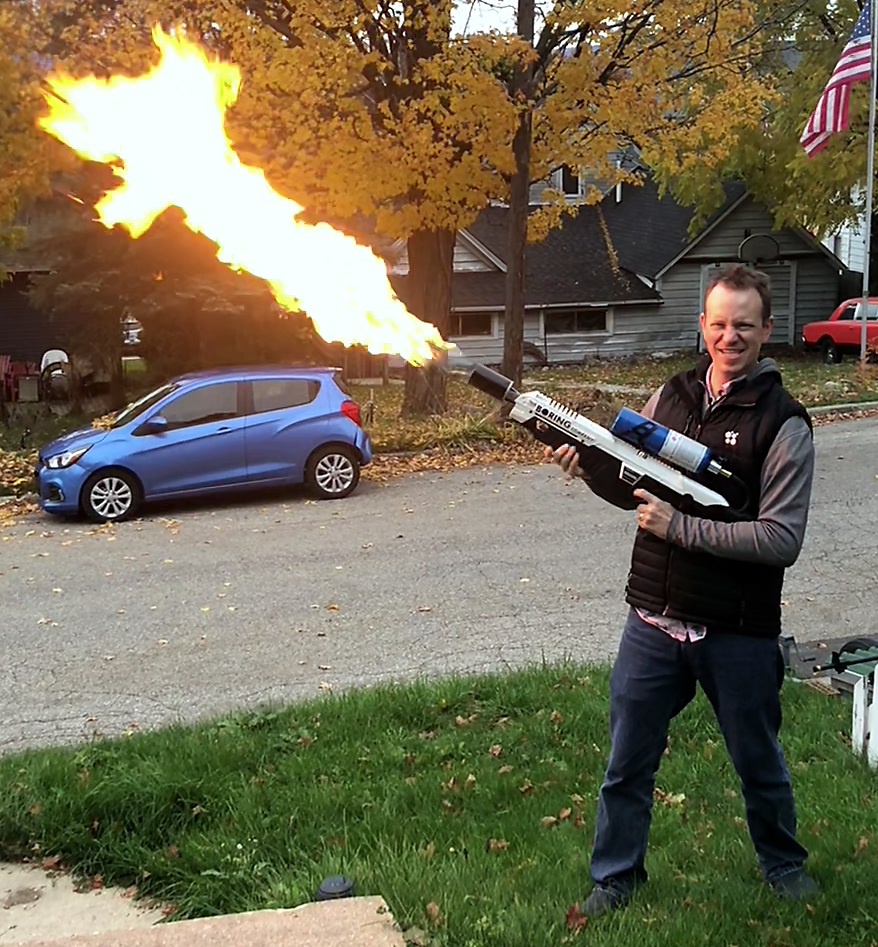
Verwendung eines „Not a Flamethrower“

Ebenfalls im Jahr 2018 ließ Musk gewehrförmige Gasbrenner als Merchandising-Artikel für die Boring Company anfertigen. Er spielte damit auf eine Merchandising-Persiflage in einer Spaceballs-Filmszene an, bei der in einem Geschenkeladen Flammenwerfer angeboten werden. Die Boring Company vertrieb das Gerät anfangs als „Flammenwerfer“, jedoch ließ Musk es in „Not a Flamethrower“ („Kein Flammenwerfer“) umbenennen, weil sich einige Versanddienstleister geweigert hätten, Flammenwerfer zu transportieren. Die Geräte wurden in limitierter Auflage von 20.000 Stück für je 500 US-Dollar verkauft. Der Vertrieb der zum Flammenwerfer umgebauten Gasbrenner als Freizeitartikel stieß auf Kritik. Nutzer warnten vor Risiken bei deren Verwendung. Bei weltweit über 1000 Käufern wurde der „Not a Flamethrower“ vom Zoll oder von der Polizei konfisziert, weil der Verdacht auf einen Verstoß gegen Waffengesetze bestand. Teils kam es zu Hausdurchsuchungen, Verhaftungen und/oder Strafanzeigen.

### Missachtung von Börsenregeln
Im August 2018 gab Musk auf Twitter bekannt, er erwäge einen Börsenrückzug von Tesla. Die Finanzierung der Transaktion zu einem Kurs von 420 US-Dollar je Aktie sei bereits gesichert. Dies führte zu wochenlangen Kursturbulenzen, bis feststand, dass die angekündigte Transaktion nicht stattfinden wird. Die US-amerikanische Börsenaufsichtsbehörde SEC beschuldigte Musk daraufhin des Wertpapierbetrugs. Letztlich einigte man sich auf einen Vergleich, bei dem Musk 20 Millionen US-Dollar Bußgeld zahlte und für mindestens drei Jahre das Amt des Chairman von Tesla abgeben musste. Außerdem wurde er verpflichtet, zukünftige Tweets vorab durch eine Überwachungsperson bei Tesla prüfen zu lassen. Anfang 2023 scheiterte Musk mit dem Versuch, diese Kontrollpflicht für seine Tesla-Tweets aufheben zu lassen. Daraufhin wandte er sich an den Obersten Gerichtshof der USA, weil er in seiner Redefreiheit eingeschränkt sei, wurde aber auch dort abgewiesen. Er gewann jedoch einen Prozess gegen Tesla-Aktionäre, die ihn in dieser Sache wegen Betrugs verklagt hatten.
Nachdem Musk im Jahr 2021 durch Tweets den Kurs der Kryptowährung Dogecoin beeinflusst hatte, warfen Dogecoin-Investoren ihm Racketeering, den Betrieb eines Schneeballsystems und Insiderhandel vor und verklagten ihn auf 258 Milliarden US-Dollar Schadenersatz. Die Hackergruppe Anonymous warf ihm vor, durch Kursmanipulation Leben ruiniert zu haben. Das Gericht kam jedoch zu dem Urteil, dass Musks Aussagen zur Dogecoin nur unverbindliche Marktschreierei gewesen seien; eine Kursmanipulation sei nicht nachgewiesen worden.
Im Zuge der Twitter-Übernahme durch Musk leitete die SEC erneut eine Untersuchung gegen ihn ein, unter anderem wegen zu später Veröffentlichung seiner anfänglichen Twitter-Beteiligung. Seit dem Herbst 2023 streiten oder stritten sich die SEC und Musk über dessen Verpflichtung, in dieser Angelegenheit persönlich vor den SEC-Ermittlern auszusagen. Im Februar und nochmals im Mai 2024 entschied ein Gericht, dass Musk bei der SEC aussagen müsse. Musk erschien jedoch nicht bei der für September 2024 anberaumten Anhörung.

### Drogenkonsum
Erste Berichte über einen möglichen Schlafmittelmissbrauch und Drogenkonsum Musks gab es im Jahr 2018. In diesem Jahr erlebte er nach der Beziehung mit Amber Heard und während der Produktionsprobleme des Tesla Model 3 eine schwere psychische Krise.:268f
Im September desselben Jahres war Musk in einer Folge der Podcast-Reihe The Joe Rogan Experience zu Gast. Nachdem der Gastgeber Joe Rogan sich einen Joint angezündet und Musk angeboten hatte, diesen zu probieren, zog Musk einmal daran. Dies machte weltweit Schlagzeilen und führte zu einem Kurseinbruch der Tesla-Aktie. Die NASA leitete unter anderem wegen Musks Auftritt eine Untersuchung der Arbeitsplatzkultur bei SpaceX und dessen Konkurrenten Boeing ein. Zudem nahm sie Musk die Verpflichtung ab, künftig in der Öffentlichkeit keinen Joint mehr zu rauchen und sich drei Jahre lang stichprobenartigen Drogentests zu unterziehen. Auch die US Air Force – neben der NASA einer der beiden Hauptkunden von SpaceX – untersuchte seinen Drogenkonsum. Musk erwähnte seitdem wiederholt die Zahl 420, welche Cannabis symbolisiert.
Das Wall Street Journal berichtete Anfang 2024 unter Berufung auf anonyme Quellen in Musks Umfeld, er habe im Laufe der Jahre Drogen wie LSD, halluzinogene Pilze, Kokain, Ecstasy und Ketamin konsumiert. Die Einnahme von ärztlich verordnetem Ketamin hatte Musk zuvor selbst bekanntgemacht. Auf den WSJ-Bericht erwiderte er, alle der über drei Jahre (für die NASA) durchgeführten Drogentests seien negativ ausgefallen. Ein exzentrischer Auftritt Musks während der CPAC – einer Veranstaltung konservativer Aktivisten – im Februar 2025 führte zu einer öffentlichen Diskussion über die dissoziative Wirkung hoher Ketamindosen. Gemäß Recherchen der New York Times, deren Aussagen Musk dementierte, soll er während des vorausgehenden US-Wahlkampfs regelmäßig Ketamin konsumiert haben. Zudem habe er Ecstasy und psilocybinhaltige Pilze konsumiert. Über Drogentests bei SpaceX-Angestellten sei er vorgewarnt worden.

### Als Hitlergruß interpretierte Geste
Während der Amtseinführung von US-Präsident Donald Trump im Januar 2025 hielt Musk eine Rede und sorgte dabei mit einer Geste, die als Hitlergruß oder Römischer Gruß interpretiert wurde, für einen international diskutierten Skandal.
Er legte seine rechte Hand auf die Brust und streckte dann den rechten Arm mit flacher Hand in einer schnellen, energischen Bewegung und ernster Miene schräg nach oben auf Augenhöhe aus. Anschließend drehte er sich um, wiederholte die Geste und sagte danach: „my heart goes out to you“ (etwa: „Mein Herz fliegt Euch zu.“).
Nach Einschätzung der beiden Historikerinnen Claire Aubin und Ruth Ben-Ghiat entsprach die Geste dem Hitlergruß. Jüdische Interessensvertretungen, unter anderem die Jewish Voice for Peace, sowie zahlreiche Politiker und Publizisten, darunter die spanische Vize-Ministerpräsidentin Yolanda Díaz und Michel Friedman, äußerten Kritik und ordneten die Geste ebenfalls als Hitlergruß ein. Die Anti-Defamation League (ADL) nannte die Geste eine „unbeholfene Aktion in einem Moment des Enthusiasmus“, die nicht als Nazi-Gruß, sondern Dankbarkeit zu werten sei. Dem widersprach jedoch ihr ehemaliger Direktor Abraham Foxman, der die Aktion als „Heil-Hitler-Nazi-Gruß“ bezeichnete. Benjamin Netanjahu zufolge wurde Musk zu Unrecht verleumdet, denn er habe Israels Recht auf Selbstverteidigung bei seinem Besuch unterstützt. Musk reagierte auf X auf die Vorwürfe unter anderem mit den Worten „The ‘everyone is Hitler’ attack is sooo tired“ („Die ‚Jeder-ist-Hitler‘-Attacke ist sooo abgenutzt“) und einem sarkastischen Beitrag, in dem er Wortwitze mit den Namen von Nationalsozialisten machte. Letzteres kritisierten der aktuelle Direktor der ADL, Jonathan Greenblatt, sowie der Leiter des American Jewish Committee, Ted Deutch, als Verharmlosung des Holocaust. Journalisten wie Bernard Condon und Lenz Jacobsen werteten die Geste als eine codierte Kommunikation im Sinne der Hundepfeifen-Politik (dog whistling). Rechtsextremisten sollten gezielt angesprochen werden. Ferner sei künftig mit einer Diskursverschiebung und Enttabuisierung zu rechnen.
Kurz darauf verbreiteten die britischen Kampagnengruppe Led by Donkeys und das Zentrum für Politische Schönheit Bilder, die unter anderem eine Projektion von Musks Geste zusammen mit dem Wort „Heil“ an die Fassade der Tesla Gigafactory Berlin-Brandenburg zeigen. Der Staatsschutz leitete eine Ermittlung ein um zu prüfen, ob es sich bei dieser Aktion um die Verwendung oder Verbreitung von Kennzeichen verfassungswidriger Organisationen handelt.

## Trivia
Elon Musk ist bekannt für seine Vorliebe für Memes. Als Tesla 2014 seine Patente freigab, um der Entwicklung von Elektrofahrzeugen einen Schub zu verschaffen, stellte Musk diese Idee unter den bewusst grammatikalisch falschen Wahlspruch „All Our Patent Are Belong To You“ („All unser Patent sind gehören euch“). Musk variierte damit das Meme All your base are belong to us aus dem Computerspiel Zero Wing. Die Tesla-Patente blieben unter diesem Motto bekannt.
Seit dem Skandal um sein Ziehen an einem Joint fiel Musk durch Erwähnungen der Zahl 420 auf, die als Symbol für Cannabis steht. Die Zahl wurde so zu einem bekannten Meme. Neben dem angeblichen Tesla-Übernahmekurs von 420 Dollar – dessen Cannabis-Bezug Musk vor Gericht abstritt – enthielt auch sein Twitter-Übernahmeangebot zu 54,20 Dollar diese Zahl. Den ersten Testflug der Starship-Rakete setzte er übereilt für den 20. April 2023 an (in US-amerikanischer Schreibweise 4/20). Vier Tage vor dem Start wurde die Zahl 420 an einen Starship-Hangar projiziert.
Das Doge-Meme – ein Hund, der infantile Sprüche tätigt – erlangte größere Bekanntheit, als Musk im Dezember 2020 begann, auf Twitter die Kryptowährung Dogecoin zu bewerben. Durch Tweets trug er anscheinend dazu bei, deren Kurs nach oben zu treiben, was ihm nach dem folgenden Absturz eine Schadenersatzklage einbrachte. Ein halbes Jahr nach seiner Twitter-Übernahme erschien auf der Website ein Dogecoin-Hundekopf anstelle des Twitter-Logos, was nochmals einen Kurssprung der Kryptowährung auslöste. Der Name der Regierungsorganisation Department of Government Efficiency (DOGE), welche auf Musks Vorschlag hin eingerichtet wurde, wird ebenfalls als Anspielung auf das Doge-Meme angesehen.
Als EU-Kommissar Thierry Breton Musk in einem offenen Brief auf Gewaltaufrufe und mögliche Gesetzesverstöße auf X aufmerksam machte, antwortete Musk mit einem aus Tropic Thunder entliehenen Meme, das eine derbe Beleidigung enthielt (Take a big step back and literally, fuck your own face! – „Geh einen großen Schritt zurück und […] fick’ dein […] Gesicht!“).
Am Heiligabend 2024 rief Musk dazu auf, keine Spenden mehr an Wikipedia zu leisten, „bis [sie] ihre redaktionelle Balance wieder ins Gleichgewicht bringt“. Wikipedia bezeichnete er als „Wokepedia“ und kritisierte deren Ausgaben für DEI-Programme, welche die Gleichbehandlung, Sicherheit und Inklusion von Autoren fördern sollen. Daraufhin verzeichnete die Wikimedia Foundation an den Weihnachtstagen ein ungewöhnlich hohes Spendenaufkommen. Viele der Spender nannten als Anlass die Äußerungen von Musk.

## Auszeichnungen (Auswahl)
- Gemeinsam mit dem Tesla-Gründer Martin Eberhard und dem Designer Barney Hatt gewann Musk 2007 für den Tesla Roadster den dänischen Index Design award.[223]
- Das R&D Magazine würdigte ihn als Innovator des Jahres 2007.[68]
- Das Inc Magazine zeichnete ihn 2007 für seine Ambitionen mit Tesla und SpaceX als Unternehmer des Jahres aus.[514]
- Die National Wildlife Federation, ein Spendenempfänger der Musk Foundation,[515] verlieh ihm 2008 den National Conservation Achievement award.[516]
- Die Zeitschrift Esquire wählte Musk 2008 zu einem der 75 einflussreichsten Menschen des 21. Jahrhunderts.[517]
- Die University of Surrey verlieh ihm im Juni 2009 einen Ehrendoktortitel im Fach Luft- und Raumfahrttechnik.[518][5]
- Die National Space Society zeichnete ihn mit der Von Braun Trophy 2008/2009 aus.[519]
- Die Fédération Aéronautique Internationale verlieh ihm 2010 mit der FAI Gold Space Medal ihre höchste Auszeichnung.
- Das Art Center College of Design verlieh ihm 2010 eine Ehrendoktorwürde in Gestaltung.[224]
- Im Juni 2011 erhielt er den mit 250.000 US-Dollar dotierten Heinlein Prize,[520] der von Robert A. Heinlein für Fortschritte in der wirtschaftlichen Erschließung des Weltraums gestiftet wurde.[521]
- Die Royal Aeronautical Society verlieh ihm 2012 ihre höchste Auszeichnung, die „Goldmedaille“.[522]
- Das Wirtschaftsmagazin Fortune zeichnete ihn 2013 als Businessperson of the Year aus.[523]
- Der Explorers Club verlieh ihm 2014 den President’s Award for Exploration and Technology für die Entwicklung „revolutionärer Technologie“ für die Raumfahrt und die Elektromobilität.[200]
- 2014 bedachte ihn Auto Bild mit dem Goldenen Ehrenlenkrad für seine Entwicklungen in der Elektromobilität.[524]
- 2015 wurde Musk die IEEE-Ehrenmitgliedschaft verliehen.[525]
- Die Yale University verlieh Musk 2015 die Ehrendoktorwürde im Fach Ingenieurwissenschaft und Technologie.[526]
- 2018 wurde er in die britische Gelehrtengesellschaft Royal Society gewählt.[527]
- 2019 wurde er mit der Stephen Hawking Medal for Science Communication geehrt.[528]
- 2020 erhielt er für seine unternehmerischen Leistungen den Axel Springer Award.[529]
- Das Time Magazine kürte ihn 2021 zur Person of the Year.
- 2021 erhielt er die John Fritz Medal für herausragende Ingenieursleistungen.
- 2022 wurde er in die National Academy of Engineering gewählt, wegen erreichter „Durchbrüche in Design, Entwicklung, Produktion und Betrieb wiederverwendbarer Trägerraketen und nachhaltiger Verkehrs- und Energiesysteme“.[201]
- Der damalige brasilianische Präsident Jair Bolsonaro verlieh ihm 2022 den militärischen Verdienstorden Ordem do Mérito da Defesa.[530]

## Film- und Serienauftritte
- 2010 war Musk in dem Dokumentarfilm Die 4. Revolution – Energy Autonomy zu sehen.
- 2010 hatte er auch einen Cameo-Auftritt als er selbst in dem Film Iron Man 2.
- 2011 war er mit Tesla in dem Dokumentarfilm Revenge of the Electric Car zu sehen.
- 2013 war er mit seinem Unternehmen SpaceX Teil der Handlung des Films Machete Kills. Er trat dort neben Danny Trejo auf.
- 2014 war Musk in dem KI-kritischen Science-Fiction-Film Transcendence kurz als Zuschauer bei einem Vortrag zu sehen.
- 2015 war er Thema von Folge 12 der 26. Staffel der TV-Serie Die Simpsons mit dem Titel Der Musk, der vom Himmel fiel.
- 2015 hatte er einen Gastauftritt in Folge 9 (The Platonic Permutation) der 9. Staffel der Serie The Big Bang Theory, bei dem er sich selbst spielte.[531][532]
- 2015 trat er auch in dem Naturschutz-Dokumentarfilm Racing Extinction auf.
- 2016 war Musk in dem Dokumentarfilm Wovon träumt das Internet? von Werner Herzog zu sehen. Er erklärte dort sein Projekt des autonomen Fahrens und das der Marskolonisation.
- 2016 spielte er sich selbst in einer Szene des Films Why Him?.[533]
- 2016 wurde Musk in Verbindung mit SpaceX in einigen Episoden der 20. Staffel der Serie South Park dargestellt.
- 2016 trat Musk in der Dokumentation Before the Flood als Experte für nachhaltige Energien auf.[534]
- Von 2016 bis 2018 war er in sechs Folgen der National-Geographic-Serie Mars zu sehen.[535]
- 2017 war Musk in Folge 6 der 1. Staffel der Comedyserie Young Sheldon zu sehen.[536]
- 2018 war Musk einer der Protagonisten in dem KI-kritischen Dokumentarfilm Do You Trust This Computer?.[385]
- 2019 sprach Musk in der dritten Episode der vierten Staffel der Zeichentrickserie Rick and Morty die an ihn angelehnte Figur des Elon Tusk.
- 2022 erschien die Netflix-Dokumentation Rückkehr ins Weltall, die von Musks Unternehmungen mit SpaceX handelt.

## Publikationen

### Patentschriften
- Interactive network directory service with integrated maps and directions (mit Maurice Fitzgerald). 8. November 1996, erteilt am 31. August 1999.
- System and method for initiating a telephone call utilizing internet initiation (mit Maurice Fitzgerald). 12. Dezember 1997, erteilt am 6. Februar 2001.
- Method and apparatus for an accelerated radius search (mit King-Sun Wai und Lee Chan). 21. August 1998, erteilt am 22. August 2000.
- Bi-directional facsimile mechanism using the internet (mit Almir Grbic). 9. August 2001, nicht erteilt.
- Autonomous And User Controlled Vehicle Summon To A Target (mit Anderen). 11. Februar 2019, erteilt am 31. Januar 2023.

### Fachartikel
- The Falcon V Medium Lift Launch Vehicle (mit Hans Königsmann, Steve Davis und Gwynne Shotwell). In: AIAA Meeting Paper, Oktober 2004. doi:10.2514/6.IAC-04-V.1.05.
- NASA's approach to commercial cargo and crew transportation (mit Anderen). In: Acta Astronautica. Band 63. Juli–August 2008. S. 192–197. doi:10.1016/j.actaastro.2007.12.004.
- I Hope Artificial Intelligence Is Nice to Us. In: NPQ – New Perspectives Quarterly. Band 31. Januar 2014. S. 51–55. doi:10.1111/npqu.11427.
- Making Humans a Multi-Planetary Species. In: New Space. Band 5. Juni 2017. S. 46–61. doi:10.1089/space.2017.29009.emu.
- Making Life Multi-Planetary. In: New Space. Band 6. Nr. 1. 2018. doi:10.1089/space.2018.29013.emu.
- An Integrated Brain-Machine Interface Platform With Thousands of Channels. In: Journal of Medical Internet Research: 2019. Band 21. doi:10.2196/16194. PMID 31642810.

### Musik
- Don’t Doubt ur Vibe, veröffentlicht am 31. Januar 2020 bei SoundCloud.[537][538][539]